# Liste der Monuments historiques in Besançon/Objekte
Die Liste der Monuments historiques in Besançon/Objekte führt die als Monuments historiques geschützten beweglichen Objekte in der französischen Stadt Besançon auf.

## Liste der Objekte
| Bezeichnung                                                                               | Beschreibung | Standort                                                           | Kennzeichnung | Schutzstatus   | Datum     | Bild           |
| ----------------------------------------------------------------------------------------- | --- | ------------------------------------------------------------------ | ------------- | -------------- | --------- | -------------- |
| Besatzstücke für eine Kasel und zwei Dalmatiken                                           | Seide, bestickt, um 1530, aus Brügge; aus dem Besitz von Jean Carondelet | in der Kathedrale St-Jean-et-St-Étienne (Schatzkammer) (Lage)      | PM25000127    | Classé         | 1901      |                |
| Gemälde Madonna mit Kind und Heiligen                                                     | auch Carondelet-Madonna; Ölfarbe auf Holz, 1512 von Fra Bartolomeo; 1518 von Ferry Carondelet gestiftet | in der Kathedrale St-Jean-et-St-Étienne (Lage)                     | PM25000128    | Classé         | 1904      | weitere Bilder |
| Gemälde Tod von Saphira                                                                   | Ölfarbe auf Leinwand, vergoldeter Holzrahmen, Anfang des 17. Jahrhunderts (?), Ambrosius I Francken zugeschrieben | in der Kathedrale St-Jean-et-St-Étienne (Lage)                     | PM25000129    | Classé         | 1904      |                |
| Gemälde Christus am Kreuz                                                                 | Ölfarbe auf Leinwand, vergoldeter Holzrahmen, 1699 von Francesco Trevisani | in der Kathedrale St-Jean-et-St-Étienne (Lage)                     | PM25000130    | Classé         | 1904      |                |
| Gemälde Madonna mit Kind                                                                  | Ölfarbe auf Leinwand, vergoldeter Holzrahmen, Ende des 16. Jahrhunderts | in der Kathedrale St-Jean-et-St-Étienne (Lage)                     | PM25000131    | Classé         | 1975      |                |
| Weißer Ornat                                                                              | Kasel, Stola und Kelchvelum; Seide, bestickt, 17. Jahrhundert | in der Kathedrale St-Jean-et-St-Étienne (Lage)                     | PM25000132    | Classé         | 1975      |                |
| Franz-von-Sales-Ornat                                                                     | Kasel, Kelchvelum und Bursa; Seide, bestickt, 17. Jahrhundert | in der Kathedrale St-Jean-et-St-Étienne (Lage)                     | PM25000133    | Classé         | 1975      |                |
| Weißer Ornat                                                                              | Kasel, Kelchvelum und Bursa, Seide, bestickt, Anfang des 18. Jahrhunderts | in der Kathedrale St-Jean-et-St-Étienne (Lage)                     | PM25000134    | Classé         | 1975      |                |
| Weißer Ornat                                                                              | Kasel, Kelchvelum und Bursa, Seide, bestickt, 18. und 19. Jahrhundert | in der Kathedrale St-Jean-et-St-Étienne (Lage)                     | PM25000135    | Classé         | 1975      |                |
| Zwei Dalmatiken                                                                           | Seide, bestickt, 18. Jahrhundert | in der Kathedrale St-Jean-et-St-Étienne (Lage)                     | PM25000136    | Classé         | 1975      |                |
| Kreuzreliquiar                                                                            | Kupfer, Silber, Holz, Filigran, Halbedelsteine, 14. Jahrhundert | in der Kathedrale St-Jean-et-St-Étienne (Schatzkammer) (Lage)      | PM25000137    | Classé         | 1975      |                |
| Acht Gemälde der Grafen von Burgund                                                       | Ölfarbe auf Leinwand, 19. Jahrhundert, von Édouard Baille | in der Kathedrale St-Jean-et-St-Étienne (Lage)                     | PM25000139    | Classé         | 1985      | weitere Bilder |
| Zwei Kerzenständer                                                                        | Holz, vergoldet, 17. Jahrhundert | in der Kathedrale St-Jean-et-St-Étienne (Lage)                     | PM25000140    | Classé         | 1978      |                |
| Gemälde Haupt des Täufers                                                                 | Ölfarbe auf Leinwand, bezeichnet 1561 | in der Kathedrale St-Jean-et-St-Étienne (Lage)                     | PM25000141    | Classé         | 1979      |                |
| Skulptur Heiliger Ferreolus                                                               | Stein, 16. Jahrhundert | in der Kathedrale St-Jean-et-St-Étienne (Lage)                     | PM25000142    | Classé         | 1979      |                |
| Antependium                                                                               | Seide, bestickt, 18. Jahrhundert | in der Kathedrale St-Jean-et-St-Étienne (Schatzkammer) (Lage)      | PM25000143    | Classé         | 1979      |                |
| Kelch                                                                                     | Silber, gemarkt 1727/28, Goldschmied A. Violaud | in der Kathedrale St-Jean-et-St-Étienne (Schatzkammer) (Lage)      | PM25000144    | Classé         | 1988      |                |
| Kelch                                                                                     | Silber, vergoldet, Fuß um 1600, Kuppa aus dem 18. Jahrhundert | in der Kathedrale St-Jean-et-St-Étienne (Lage)                     | PM25000145    | Classé         | 1988      |                |
| Weihrauchschiffchen                                                                       | Silber, gemarkt 1761, Goldschmied Claude-Louis Barrière | in der Kathedrale St-Jean-et-St-Étienne (Schatzkammer) (Lage)      | PM25000146    | Classé         | 1988      |                |
| Zwei Messkännchen                                                                         | Silber, gemarkt 1774/75, Goldschmied Jacques-François Rouhier | in der Kathedrale St-Jean-et-St-Étienne (Schatzkammer) (Lage)      | PM25000147    | Classé         | 1988      |                |
| Handschuhtablett                                                                          | Silber, gemarkt 1691, Goldschmied Charles-Oger Chenevière | in der Kathedrale St-Jean-et-St-Étienne (Schatzkammer) (Lage)      | PM25000148    | Classé         | 1988      |                |
| Ferreolus-und-Ferrutius-Schrein                                                           | Silber, bezeichnet 1819, Goldschmied Jean-Denis Thiébaud | in der Kathedrale St-Jean-et-St-Étienne (Schatzkammer) (Lage)      | PM25000149    | Classé         | 1988      |                |
| Gemälde Christus am Kreuz                                                                 | Ölfarbe auf Leinwand, vergoldeter Holzrahmen, 18. Jahrhundert; nach Francesco Trevisani (PM25000130) | in der Kathedrale St-Jean-et-St-Étienne (Lage)                     | PM25000150    | Classé         | 1988      |                |
| Gemälde Heiliger Franz von Sales                                                          | Ölfarbe auf Leinwand, vergoldeter Holzrahmen, 19. Jahrhundert | in der Kathedrale St-Jean-et-St-Étienne (Lage)                     | PM25000151    | Classé         | 1988      |                |
| Gemälde Porträt von Louis-François-Auguste de Rohan-Chabot                                | Ölfarbe auf Leinwand, vergoldeter Holzrahmen, bezeichnet 1831 | in der Kathedrale St-Jean-et-St-Étienne (Schatzkammer) (Lage)      | PM25000152    | Classé         | 1988      |                |
| Gemälde Melchisedeks Opfer                                                                | verso: Porträt eines Bischofs; Ölfarbe auf Leinwand, vergoldeter Holzrahmen, Ende des 18. Jahrhunderts | in der Kathedrale St-Jean-et-St-Étienne (Lage)                     | PM25000153    | Classé         | 1988      |                |
| Altar                                                                                     | Holz, farbig gefasst und vergoldet, 17. Jahrhundert | in der Kathedrale St-Jean-et-St-Étienne (Schatzkammer) (Lage)      | PM25000154    | Classé         | 1988      |                |
| Skulptur Maria immaculata                                                                 | Silber, 19. Jahrhundert, Goldschmied Jean-Charles Cahier | in der Kathedrale St-Jean-et-St-Étienne (Schatzkammer) (Lage)      | PM25000155    | Classé         | 1988      |                |
| Skulptur Madonna mit Kind                                                                 | Silber, Holzsockel, 17. Jahrhundert | in der Kathedrale St-Jean-et-St-Étienne (Schatzkammer) (Lage)      | PM25000156    | Classé         | 1988      |                |
| Kelch                                                                                     | Silber, vergoldet, Ende des 19. Jahrhunderts | in der Kathedrale St-Jean-et-St-Étienne (Schatzkammer) (Lage)      | PM25000157    | Classé         | 1988      |                |
| Kelch und Patene                                                                          | Silber, vergoldet, gemarkt 1819, Goldschmied Alexandre Thierry | in der Kathedrale St-Jean-et-St-Étienne (Schatzkammer) (Lage)      | PM25000158    | Classé         | 1988      |                |
| Kelch und Patene                                                                          | Silber, vergoldet, zwischen 1809 und 1819, Goldschmied Pierre Parrot | in der Kathedrale St-Jean-et-St-Étienne (Schatzkammer) (Lage)      | PM25000159    | Classé         | 1988      |                |
| Kelch                                                                                     | Silber, vergoldet, zwischen 1819 und 1838 | in der Kathedrale St-Jean-et-St-Étienne (Schatzkammer) (Lage)      | PM25000160    | Classé         | 1988      |                |
| Krummstab von Claude Le Coz                                                               | Silber, vergoldet, Holz, bezeichnet 1802 | in der Kathedrale St-Jean-et-St-Étienne (Lage)                     | PM25000161    | Classé         | 1988      |                |
| Prozessionskreuz von Claude Le Coz                                                        | Silber und Kupfer, vergoldet, Holz, um 1810 | in der Kathedrale St-Jean-et-St-Étienne (Schatzkammer) (Lage)      | PM25000162    | Classé         | 1988      |                |
| Prozessionskreuz                                                                          | Metall, versilbert, 18. Jahrhundert | in der Kathedrale St-Jean-et-St-Étienne (Schatzkammer) (Lage)      | PM25000163    | Classé         | 1988      |                |
| Tabernakel mit Kruzifix                                                                   | Holz, vergoldet, 18. Jahrhundert | in der Kathedrale St-Jean-et-St-Étienne (Schatzkammer) (Lage)      | PM25000164    | Classé         | 1988      |                |
| Kruzifix                                                                                  | Elfenbein, Holz, Schildpatt, 17. Jahrhundert | in der Kathedrale St-Jean-et-St-Étienne (Schatzkammer) (Lage)      | PM25000165    | Classé         | 1988      |                |
| Kreuzreliquiar                                                                            | Bronz, vergoldet, Glas, bezeichnet 1830 | in der Kathedrale St-Jean-et-St-Étienne (Lage)                     | PM25000166    | Classé         | 1988      |                |
| Kreuzreliquiar                                                                            | mit Etui; Silber, vergoldet, Glas, Stoff, zwischen 1844 und 1875, Goldschmied Louis Bachelet | in der Kathedrale St-Jean-et-St-Étienne (Lage)                     | PM25000167    | Classé         | 1988      |                |
| Zelebrantenstuhl                                                                          | Holz, bemalt und vergoldet, Stoff, 17. Jahrhundert | in der Kathedrale St-Jean-et-St-Étienne (Lage)                     | PM25000168    | Classé         | 1988      |                |
| Zwei Hocker                                                                               | Holz, bemalt und vergoldet, Stoff, 17. Jahrhundert | in der Kathedrale St-Jean-et-St-Étienne (Lage)                     | PM25000169    | Classé         | 1988      |                |
| Kreuzreliquiar                                                                            | Silber, zwischen 1798 und 1809, Goldschmied Jean-Denis Thiébaud | in der Kathedrale St-Jean-et-St-Étienne (Lage)                     | PM25000170    | Classé         | 1988      |                |
| Gemälde Heiliger Franz Xaver                                                              | Ölfarbe auf Leinwand, 1754 von Charles-Joseph Natoire | in der Kathedrale St-Jean-et-St-Étienne (Lage)                     | PM25000171    | Classé         | 1904      |                |
| Gemälde Grablegung                                                                        | Ölfarbe auf Leinwand, vergoldeter Holzrahmen, 1755 von Charles-Joseph Natoire | in der Kathedrale St-Jean-et-St-Étienne (Lage)                     | PM25000172    | Classé         | 1904      |                |
| Gemälde Kreuzabnahme                                                                      | Ölfarbe auf Leinwand, vergoldeter Holzrahmen, 1753 von Charles-Joseph Natoire | in der Kathedrale St-Jean-et-St-Étienne (Lage)                     | PM25000173    | Classé         | 1904      |                |
| Gemälde Kreuztragung                                                                      | Ölfarbe auf Leinwand, vergoldeter Holzrahmen, 1751 von Jean François de Troy | in der Kathedrale St-Jean-et-St-Étienne (Lage)                     | PM25000174    | Classé         | 1904      |                |
| Gemälde Christus am Ölberg                                                                | Ölfarbe auf Leinwand, 1751 von Jean François de Troy | in der Kathedrale St-Jean-et-St-Étienne (Lage)                     | PM25000175    | Classé         | 1904      |                |
| Gemälde Steinigung des heiligen Stefan                                                    | Ölfarbe auf Leinwand, vergoldeter Holzrahmen, 1750 von Jean François de Troy | in der Kathedrale St-Jean-et-St-Étienne (Lage)                     | PM25000176    | Classé         | 1904      |                |
| Gemälde Auferstehung Christi                                                              | Ölfarbe auf Leinwand, vergoldeter Holzrahmen, 1750 von Charles André van Loo | in der Kathedrale St-Jean-et-St-Étienne (Lage)                     | PM25000177    | Classé         | 1904      |                |
| Büste Papst Pius VI.                                                                      | Marmor, bezeichnet 1795, Bildhauer Giuseppe Pisani | in der Kathedrale St-Jean-et-St-Étienne (Lage)                     | PM25000178    | Classé         | 1904      | weitere Bilder |
| Vier Kerzenständer                                                                        | Bronze, vergoldet, bezeichnet 1736 und 1742 | in der Kathedrale St-Jean-et-St-Étienne (Lage)                     | PM25000179    | Classé         | 1904      |                |
| Monstranz                                                                                 | Silber, vergoldet, Edelsteine, Glas, 17. und frühes 18. Jahrhundert | in der Kathedrale St-Jean-et-St-Étienne (Lage)                     | PM25000180    | Classé         | 1904      |                |
| Zwei Skulpturen: Betende Engel                                                            | Marmor, bezeichnet 1768, Bildhauer Luc Breton | in der Kathedrale St-Jean-et-St-Étienne (Lage)                     | PM25000181    | Classé         | 1904      | weitere Bilder |
| Gemälde Leichnam Christi                                                                  | Ölfarbe auf Leinwand, 1733 von Sebastiano Conca | in der Kathedrale St-Jean-et-St-Étienne (Lage)                     | PM25000182    | Classé         | 1904      |                |
| Gemälde Grablegung                                                                        | Ölfarbe auf Leinwand, vergoldeter Holzrahmen, 16. Jahrhundert, Jacopo Bassano zugeschrieben | in der Kathedrale St-Jean-et-St-Étienne (Lage)                     | PM25000183    | Classé         | 1904      | weitere Bilder |
| Zwei Altarflügel: Angehörige der Familie Chevroton                                        | Ölfarbe auf Holz, auf Leinwand übertragen, Anfang des 17. Jahrhunderts, von Sille de Loisy | in der Kathedrale St-Jean-et-St-Étienne (Lage)                     | PM25000184    | Classé         | 1904      |                |
| Gemälde Wunder des heiligen Theodor von Sitten                                            | Ölfarbe auf Leinwand übertragen, bezeichnet 1629, Adriaen Pietersz. van de Venne zugeschrieben | in der Kathedrale St-Jean-et-St-Étienne (Lage)                     | PM25000185    | Classé         | 1904      |                |
| Glockenspiel                                                                              | zehn Bronzeglocken, zwischen 1787 und 1935 gegossen | in der Kathedrale St-Jean-et-St-Étienne (Lage)                     | PM25000186    | Classé         | 1942      |                |
| Skulptur Heilige Barbara                                                                  | Stein, farbig gefasst, erste Hälfte des 16. Jahrhunderts | in der Kathedrale St-Jean-et-St-Étienne (Lage)                     | PM25000187    | Classé         | 1958      | weitere Bilder |
| Skulptur Heilige Cäcilia                                                                  | Stein, farbig gefasst, erste Hälfte des 16. Jahrhunderts | in der Kathedrale St-Jean-et-St-Étienne (Lage)                     | PM25000188    | Classé         | 1958      |                |
| Gemälde Pietà                                                                             | Ölfarbe auf Holz, 17. Jahrhundert | in der Kathedrale St-Jean-et-St-Étienne (Lage)                     | PM25000189    | Classé         | 1962      |                |
| Gemälde Heilige Margaretha                                                                | Ölfarbe auf Leinwand, 17. Jahrhundert, vergoldeter Holzrahmen, 19. Jahrhundert | in der Kathedrale St-Jean-et-St-Étienne (Lage)                     | PM25000190    | Classé         | 1962      | weitere Bilder |
| Gemälde Kreuzabnahme                                                                      | Ölfarbe auf Holz, vergoldeter Holzrahmen, um 1630; nach Peter Paul Rubens | in der Kathedrale St-Jean-et-St-Étienne (Lage)                     | PM25000191    | Classé         | 1962      |                |
| Gemälde Martyrium des heiligen Stefan                                                     | Ölfarbe auf Leinwand, 1678 von Jacques-Joseph Baudot; nach Charles Le Brun | in der Kathedrale St-Jean-et-St-Étienne (Lage)                     | PM25000192    | Classé         | 1962      |                |
| Gemälde Johannes von der Lateinischen Pforte                                              | Ölfarbe auf Leinwand, 1678 von Jean-François Baudot | in der Kathedrale St-Jean-et-St-Étienne (Lage)                     | PM25000193    | Classé         | 1962      |                |
| Altarkreuz und sechs Altarleuchter                                                        | Kupfer, vergoldet, 18. Jahrhundert | in der Kathedrale St-Jean-et-St-Étienne (Kapelle St-Suaire) (Lage) | PM25000194    | Classé         | 1970      |                |
| Altarkreuz und sechs Altarleuchter                                                        | Bronze, vergoldet, erste Hälfte des 19. Jahrhunderts | in der Kathedrale St-Jean-et-St-Étienne (Hauptaltar) (Lage)        | PM25000195    | Classé         | 1970      |                |
| Napoleonischer Bischofsthron                                                              | mit vier Hockern; Holz, vergoldet, Stoff, Anfang des 19. Jahrhunderts, Georges Jacob zugeschrieben; von Napoleon Bonaparte gestiftet                                                                                                | in der Kathedrale St-Jean-et-St-Étienne (Schatzkammer) (Lage)      | PM25000196    | Classé         | 1971      |                |
| Gemälde Predigt des heiligen Ferrutius                                                    | Ölfarbe auf Leinwand, Ende des 17. Jahrhunderts, Jacques-Joseph oder Jean-François Baudot zugeschrieben | in der Kathedrale St-Jean-et-St-Étienne (Lage)                     | PM25000197    | Classé         | 1971      |                |
| Gemälde Notre-Dame des Jacobins                                                           | Ölfarbe auf Leinwand, um 1630 von Domenico Cresti | in der Kathedrale St-Jean-et-St-Étienne (Lage)                     | PM25000198    | Classé         | 1971      |                |
| Gemälde Martyrium der heiligen Ferreolus und Ferrutius                                    | Ölfarbe auf Leinwand, Ende des 17. Jahrhunderts, Jean-François Baudot zugeschrieben | in der Kathedrale St-Jean-et-St-Étienne (Lage)                     | PM25000199    | Classé         | 1971      |                |
| Gemälde Martyrium des heiligen Vinzenz                                                    | Ölfarbe auf Leinwand, 1769 von Jacques-Joseph Baudot | in der Kathedrale St-Jean-et-St-Étienne (Lage)                     | PM25000200    | Classé         | 1971      |                |
| Gemälde Johannes auf Patmos                                                               | Ölfarbe auf Leinwand, Ende des 17. Jahrhunderts, Jacques-Joseph oder Jean-François Baudot zugeschrieben | in der Kathedrale St-Jean-et-St-Étienne (Lage)                     | PM25000201    | Classé         | 1971      |                |
| Kruzifix                                                                                  | Holz, farbig gefasst, 17. Jahrhundert | in der Kathedrale St-Jean-et-St-Étienne (Lage)                     | PM25000202    | Classé         | 1971      |                |
| Gemälde Johannes auf Patmos                                                               | Ölfarbe auf Leinwand, 1827 von Guillaume-François Colson | in der Kathedrale St-Jean-et-St-Étienne (Lage)                     | PM25000203    | Classé         | 1971      |                |
| Weiße Kasel                                                                               | Seide, bestickt, Anfang des 18. Jahrhunderts | in der Kathedrale St-Jean-et-St-Étienne (Schatzkammer) (Lage)      | PM25000204    | Classé         | 1973      |                |
| Weiße Pluviale                                                                            | Seide, bestickt, Anfang des 18. Jahrhunderts | in der Kathedrale St-Jean-et-St-Étienne (Schatzkammer) (Lage)      | PM25000205    | Classé         | 1973      |                |
| Gemälde Madonna mit Kind                                                                  | Ölfarbe auf Leinwand, Ende des 18. Jahrhunderts, von François-Laurent-Bruno Jourdain | in der Kirche Notre-Dame (Lage)                                    | PM25000206    | Classé         | 1910      |                |
| Kelch                                                                                     | Silber, vergoldet, zweite Hälfte des 16. Jahrhunderts, Goldschmied Pierre Orchamps II.; in der Schatzkammer der Kathedrale St-Jean-et-St-Étienne deponiert                                                                          | in der Kirche Notre-Dame (Lage)                                    | PM25000207    | Classé         | 1958      |                |
| Ewiges Licht                                                                              | Silber, vergoldet, um 1670, Goldschmied Charles-Oger Chenevière; in der Schatzkammer der Kathedrale St-Jean-et-St-Étienne deponiert                                                                                                 | in der Kirche Notre-Dame (Lage)                                    | PM25000208    | Classé         | 1958      |                |
| Luxeuil-Kelch                                                                             | Silber, vergoldet, bezeichnet 1636; aus der Kirche St-Pierre in Luxeuil-les-Bains; in der Schatzkammer der Kathedrale St-Jean-et-St-Étienne deponiert                                                                               | in der Kirche St-François-Xavier (Lage)                            | PM25000210    | Classé         | 1901      |                |
| Gemälde Heiliger Stefan                                                                   | verso: Johannes der Täufer mit einem Stifter; Ölfarbe auf Holz, vergoldeter Holzrahmen, um 1600; in der Schatzkammer der Kathedrale St-Jean-et-St-Étienne deponiert                                                                 | in der Kirche St-François-Xavier (Lage)                            | PM25000211    | Classé         | 1908      |                |
| Hauptaltar                                                                                | Retabel und zwei Skulpturen; Holz, farbig gefasst und vergoldet, bezeichnet 1719 | in der Kirche St-François-Xavier (Lage)                            | PM25000212    | Classé         | 1908      |                |
| Kanzel                                                                                    | Holz, farbig gefasst und vergoldet, 19. Jahrhundert, Bildhauer Auguste Clésinger | in der Kirche St-François-Xavier (Lage)                            | PM25000213    | Classé         | 1916      | weitere Bilder |
| Gemälde Christus am Kreuz                                                                 | Ölfarbe auf Leinwand, undatiert, von François-Xavier Vermot | in der Kirche St-François-Xavier (Lage)                            | PM25000214    | Classé         | 1971      |                |
| Zwei Gemälde: Rast auf der Flucht nach Ägypten und Der zwölfjährige Jesus im Tempel       | Ölfarbe auf Leinwand, 1759 von Placido Costanzi | in der Kirche St-François-Xavier (Lage)                            | PM25000215    | Classé         | 1971      |                |
| Linker Seitenaltar                                                                        | Altartisch und Retabel; Marmor, 18. Jahrhundert | in der Kirche St-François-Xavier (Lage)                            | PM25000216    | Classé         | 1971      |                |
| Rechter Seitenaltar                                                                       | Altartisch, Retabel und zwei Gemälde; Marmor, Ölfarbe auf Leinwand, 18. Jahrhundert | in der Kirche St-François-Xavier (Lage)                            | PM25000217    | Classé         | 1971      |                |
| Zwei Kredenzen                                                                            | Holz, vergoldet, 18. Jahrhundert | in der Kirche St-François-Xavier (Lage)                            | PM25000218    | Classé         | 1974      |                |
| Sechs Altarleuchter                                                                       | Holz, vergoldet, 18. Jahrhundert | in der Kirche St-François-Xavier (Lage)                            | PM25000220    | Classé         | 1978      |                |
| Kommunionbank                                                                             | Holz, farbig gefasst und vergoldet, 18. Jahrhundert | in der Kirche St-François-Xavier (Lage)                            | PM25000221    | Classé         | 1978      |                |
| Gemälde Der heilige Franz Xaver in einer Versammlung                                      | Ölfarbe auf Leinwand, vergoldeter Holzrahmen, 18. Jahrhundert | in der Kirche St-François-Xavier (Lage)                            | PM25000222    | Classé         | 1978      |                |
| Vier Sakristeitüren                                                                       | Holz, farbig gefasst und vergoldet, 18. Jahrhundert | in der Kirche St-François-Xavier (Lage)                            | PM25000223    | Classé         | 1978      |                |
| Zwei Gemälde: Heiliger Franz von Sales und heilige Johanna Franziska von Chantal          | Ölfarbe auf Leinwand, vergoldeter Holzrahmen, 18. Jahrhundert | in der Kirche St-François-Xavier (Lage)                            | PM25000224    | Classé         | 1978      |                |
| Büste Melchisedek                                                                         | Stein, ehemals farbig gefasst, zweite Hälfte des 13. Jahrhunderts | in der Kirche Ste-Madeleine (Lage)                                 | PM25000225    | Classé         | 1908      |                |
| Zwei Skulpturen: Heilige Ferreolus und Ferrutius                                          | Holz, farbig gefasst, 16. Jahrhundert | in der Kirche Ste-Madeleine (Lage)                                 | PM25000226    | Classé         | 1908      |                |
| Gemälde Marienkrönung                                                                     | Ölfarbe auf Leinwand, 1728 von Donat Nonotte | in der Kirche Ste-Madeleine (Lage)                                 | PM25000227    | Classé         | 1910      |                |
| Gemälde Martyrium des heiligen Werner von Oberwesel                                       | Ölfarbe auf Leinwand, 1788 von François-Laurent-Bruno Jourdain | in der Kirche Ste-Madeleine (Lage)                                 | PM25000228    | Classé         | 1910      | weitere Bilder |
| Grabstein für zwei Frauen                                                                 | Stein, bezeichnet 1328 | in der Kirche Ste-Madeleine (Lage)                                 | PM25000229    | Classé         | 1928      |                |
| Grabstein für vier Angehörige der Familie Le Chien                                        | Stein, bezeichnet 1343 bis 1368 | in der Kirche Ste-Madeleine (Lage)                                 | PM25000230    | Classé         | 1928      |                |
| Skulptur Vierge des Cordeliers                                                            | Holz, farbig gefasst, Anfang des 16. Jahrhunderts | in der Kirche Ste-Madeleine (Lage)                                 | PM25000231    | Classé         | 1928      |                |
| Zwei Tische                                                                               | Holz, Marmor, 18. Jahrhundert | in der Kirche Ste-Madeleine (Lage)                                 | PM25000232    | Classé         | 1928      |                |
| Sechs Skulpturengruppen: Passion und Auferstehung Christi                                 | Gips, zwischen 1827 und 1831, Bildhauer Georges-Philippe Clésinger | in der Kirche Ste-Madeleine (Lage)                                 | PM25000233    | Classé         | 1928      |                |
| Kanzel                                                                                    | Holz, farbig gefasst und vergoldet, datiert 1780, Bildhauer Antoine Murier | in der Kirche Ste-Madeleine (Lage)                                 | PM25000234    | Classé         | 1949      | weitere Bilder |
| Gemälde Martyrium der heiligen Crispinus und Crispinianus                                 | Ölfarbe auf Leinwand, 1657 von François Guérin | in der Kirche Ste-Madeleine (Lage)                                 | PM25000235    | Classé         | 1949      | weitere Bilder |
| Gemälde Wohltätigkeit des heiligen Franz von Sales                                        | Ölfarbe auf Leinwand, 1667 von Joseph-Étienne Baudot | in der Kirche Ste-Madeleine (Lage)                                 | PM25000236    | Classé         | 1949      | weitere Bilder |
| Gemälde Marienhochzeit                                                                    | Ölfarbe auf Leinwand, 1666 von Joseph-Étienne Baudot | in der Kirche Ste-Madeleine (Lage)                                 | PM25000237    | Classé         | 1949      |                |
| Gemälde Heimsuchung Mariens                                                               | Ölfarbe auf Leinwand, 1660 von Joseph-Étienne Baudot | in der Kirche Ste-Madeleine (Lage)                                 | PM25000239    | Classé         | 1971      |                |
| Gemälde Der heilige Karl Borromäus versorgt die Pestkranken                               | Ölfarbe auf Leinwand, 17. Jahrhundert, von Joseph-Étienne Baudot | in der Kirche Ste-Madeleine (Lage)                                 | PM25000240    | Classé         | 1971      | weitere Bilder |
| Gemälde Der heilige Claudius erweckt ein Kind vom Tod                                     | Ölfarbe auf Leinwand, 1771 von Frère Balthazard | in der Kirche Ste-Madeleine (Lage)                                 | PM25000241    | Classé         | 1971      | weitere Bilder |
| Gemälde Christus am Kreuz                                                                 | Ölfarbe auf Holz, vergoldeter Holzrahmen, 17. Jahrhundert, von Frans Pourbus dem Jüngeren | in der Kirche Ste-Madeleine (Lage)                                 | PM25000243    | Classé         | 1982      | weitere Bilder |
| Gemälde Heilige Ferreolus und Ferrutius                                                   | Ölfarbe auf Leinwand, vergoldeter Holzrahmen, 17. Jahrhundert | in der Kirche Ste-Madeleine (Lage)                                 | PM25000244    | Classé         | 1982      |                |
| Gemälde Maria von den Sieben Schmerzen                                                    | Ölfarbe auf Leinwand, 17. Jahrhundert | in der Kirche Ste-Madeleine (Lage)                                 | PM25000245    | Classé         | 1982      |                |
| Gemälde Heiliger Josef mit Jesusknaben                                                    | Ölfarbe auf Leinwand, 17. Jahrhundert, von Claude-Adrien Richard | in der Kirche Ste-Madeleine (Lage)                                 | PM25000246    | Classé         | 1982      |                |
| Gemälde Darstellung Mariens                                                               | Ölfarbe auf Leinwand, 17. Jahrhundert | in der Kirche Ste-Madeleine (Lage)                                 | PM25000247    | Classé         | 1982      |                |
| Gemälde Martyrium einer Heiligen                                                          | Ölfarbe auf Leinwand, vergoldeter Holzrahmen, 17. Jahrhundert | in der Kirche Ste-Madeleine (Lage)                                 | PM25000248    | Classé         | 1982      |                |
| Gemälde Heiliger mit Löwen                                                                | Ölfarbe auf Holz, Ende des 16. Jahrhunderts | in der Kirche Ste-Madeleine (Lage)                                 | PM25000249    | Classé         | 1982      |                |
| Gemälde Madonna mit Kind und drei Heiligen                                                | Ölfarbe auf Leinwand, 1636 von Claude Rately | in der Kirche Ste-Madeleine (Lage)                                 | PM25000250    | Classé         | 1982      | weitere Bilder |
| Gemälde Rast auf der Flucht nach Ägypten                                                  | Ölfarbe auf Leinwand, vergoldeter Holzrahmen, 1672 von Jan Erasmus Quellinus | in der Kirche Ste-Madeleine (Lage)                                 | PM25000251    | Classé         | 1982      |                |
| Skulpturengruppe Mariä Himmelfahrt                                                        | Holz, farbig gefasst und vergoldet, 18. Jahrhundert | in der Kirche St-Maurice (Lage)                                    | PM25000252    | Classé         | 1916      | weitere Bilder |
| Relief Abendmahl                                                                          | am Hauptaltar; Holz, 18. Jahrhundert | in der Kirche St-Maurice (Lage)                                    | PM25000253    | Classé         | 1928      |                |
| Sechs Altarleuchter                                                                       | Holz, vergoldet, 18. Jahrhundert | in der Kirche St-Maurice (Lage)                                    | PM25000254    | Classé         | 1928      |                |
| Wandvertäfelung des Chorraums                                                             | Holz, bemalt und vergoldet, 18. Jahrhundert | in der Kirche St-Maurice (Lage)                                    | PM25000255    | Classé         | 1928      |                |
| Gedenktafel an die Kirchweihe                                                             | Marmor, bezeichnet 1719 | in der Kirche St-Maurice (Lage)                                    | PM25000256    | Classé         | 1949      |                |
| Kelch und Patene                                                                          | Silber, vergoldet, bezeichnet 1784, Goldschmied Georg Friedrich oder Franz Daniel Imlin | in der Kirche St-Maurice (Lage)                                    | PM25000257    | Classé         | 1966      |                |
| Gemälde Christi Geburt                                                                    | Ölfarbe auf Leinwand, 18. Jahrhundert; nach Peter Paul Rubens | in der Kirche St-Maurice (Lage)                                    | PM25000258    | Classé         | 1971      |                |
| Gemälde Auferweckung des Lazarus                                                          | Ölfarbe auf Leinwand, um 1580, Marten de Vos zugeschrieben | in der Kirche St-Pierre (Lage)                                     | PM25000260    | Classé         | 1908      |                |
| Pietà                                                                                     | Stein, datiert 1787, Bildhauer Luc Breton | in der Kirche St-Pierre (Lage)                                     | PM25000261    | Classé         | 1908      |                |
| Skulptur Christus an der Martersäule                                                      | Alabaster, Marmor, Metall, 16. Jahrhundert, später ergänzt | in der Kirche St-Pierre (Lage)                                     | PM25000262    | Classé         | 1916      |                |
| Skulptur Madonna mit Kind und Johannesknaben                                              | Stein, 19. Jahrhundert, Bildhauer Auguste Clésinger | in der Kirche St-Pierre (Lage)                                     | PM25000263    | Classé         | 1916      |                |
| Wandvertäfelung des Chorraums                                                             | Holz, 18. Jahrhundert | in der Kirche St-Pierre (Lage)                                     | PM25000264    | Classé         | 1928      |                |
| Osterleuchter                                                                             | Holz, vergoldet, 18. Jahrhundert | in der Kirche St-Pierre (Lage)                                     | PM25000265    | Classé         | 1971      |                |
| Beichtstuhl                                                                               | Holz, Anfang des 18. Jahrhunderts | in der Kirche St-Pierre (Lage)                                     | PM25000266    | Classé         | 1971      |                |
| Kelch                                                                                     | Silber, vergoldet, bezeichnet 1672, Goldschmied Charles-Oger Chenevière | in der Kirche St-Pierre (Lage)                                     | PM25000268    | Classé         | 1979      |                |
| Kelch und Patene                                                                          | Silber, vergoldet, 16. Jahrhundert, Goldschmied Pierre Duchemin | in der Basilika Sts-Ferréol-et-Ferjeux (Lage)                      | PM25000269    | Classé         | 1979      |                |
| Skulptur Unterweisung Mariens                                                             | Stein, Anfang des 16. Jahrhunderts | in der Kirche St-Martin (Lage)                                     | PM25000270    | Classé         | 1975      |                |
| Linker Seitenaltar                                                                        | Altartisch, Altaraufbau, Tabernakel und Skulptur; Holz, farbig gefasst und vergoldet, 18. Jahrhundert | in der Kirche St-Claude (Lage)                                     | PM25000272    | Classé         | 1982      |                |
| Gemälde Martyrium der heiligen Ferreolus und Ferrutius                                    | Ölfarbe auf Leinwand, 1668 von Jean-François Baudot | in der Kirche St-Hippolyte (Lage)                                  | PM25000273    | Classé         | 1908      |                |
| Grabstein für Étienne Navarret                                                            | Stein, bezeichnet 1442 | in der Kirche St-Ésprit (Lage)                                     | PM25000275    | Classé         | 1908      |                |
| Gemälde Zug durch das Schilfmeer                                                          | Ölfarbe auf Leinwand, Ende des 16. Jahrhunderts, von Frans I Francken | im Hôtel de Grammont (Lage)                                        | PM25000276    | Classé         | 1904      |                |
| Gemälde Anbetung der Könige                                                               | Ölfarbe auf Kupfer, Anfang des 17. Jahrhunderts, von Louis de Caullery | im Hôtel de Grammont (Lage)                                        | PM25000277    | Classé         | 1904      |                |
| Zwei Gemälde mit Landschaftsdarstellungen                                                 | Ölfarbe auf Leinwand, 17. Jahrhundert, von Claude Lorrain | im Hôtel de Grammont (Lage)                                        | PM25000278    | Classé         | 1904      |                |
| Gemälde Äneas trägt Anchises                                                              | Ölfarbe auf Leinwand, 17. Jahrhundert, von Pierre Patel | im Hôtel de Grammont (Lage)                                        | PM25000279    | Classé         | 1904      |                |
| Zwei Gemälde mit Meeresszenen                                                             | Ölfarbe auf Leinwand, 18. Jahrhundert, von Joseph Vernet (?) | im Hôtel de Grammont (Lage)                                        | PM25000280    | Classé         | 1904      |                |
| Zwei Gemälde mit Hafenansichten                                                           | Ölfarbe auf Leinwand, zweite Hälfte des 17. Jahrhunderts, von Reinier Zeeman | im Hôtel de Grammont (Lage)                                        | PM25000281    | Classé         | 1904      |                |
| Schreibtisch                                                                              | Holz, Bronze, vergoldet, 18. Jahrhundert | im Hôtel de Grammont (Lage)                                        | PM25000282    | Classé         | 1948      |                |
| Tisch                                                                                     | Holz, Marmor, um 1800 | im Hôtel de Grammont (Lage)                                        | PM25000283    | Classé         | 1948      |                |
| Reliquienschrein                                                                          | Kupfer, vergoldet, Bergkristall, Pergament, 11. oder 12. Jahrhundert | im Hôtel Boistouset (Lage)                                         | PM25000284    | Classé         | 1967      |                |
| Kelch und Patene                                                                          | mit Etui; Silber, vergoldet, halbedelsteine, datiert 1845 | im Hôtel Boistouset (Lage)                                         | PM25000285    | Classé         | 1978      |                |
| Expositionsnische                                                                         | Holz, vergoldet, Glas, 18. Jahrhundert | im Hôtel Boistouset (Lage)                                         | PM25000286    | Classé         | 1978      |                |
| Ampulle für Salböl                                                                        | Silber, 18. Jahrhundert | im Hôtel Boistouset (Lage)                                         | PM25000287    | Classé         | 1978      |                |
| Drei Kanontafeln                                                                          | Papier, bedruckt und bemalt, vergoldete Holzrahmen, 18. Jahrhundert | im Hôtel Boistouset (Lage)                                         | PM25000288    | Classé         | 1978      |                |
| Gemälde Maria Trösterin                                                                   | Ölfarbe auf Leinwand, vergoldeter Holzrahmen, 18. Jahrhundert | im Hôtel Boistouset (Lage)                                         | PM25000289    | Classé         | 1978      |                |
| Gemälde Madonna mit Skapulier                                                             | Ölfarbe auf Leinwand, vergoldeter Holzrahmen, 18. Jahrhundert | im Hôtel Boistouset (Lage)                                         | PM25000290    | Classé         | 1978      |                |
| Gemälde Heilige Familie                                                                   | Ölfarbe auf Leinwand, 18. Jahrhundert | im Hôtel Boistouset (Lage)                                         | PM25000291    | Classé         | 1978      |                |
| Gemälde Christi Geburt                                                                    | Ölfarbe auf Leinwand, vergoldeter Holzrahmen, 18. Jahrhundert | im Hôtel Boistouset (Lage)                                         | PM25000292    | Classé         | 1978      |                |
| Gemälde Taufe Christi                                                                     | Ölfarbe auf Leinwand, vergoldeter Holzrahmen, 18. und 19. Jahrhundert | im Hôtel Boistouset (Lage)                                         | PM25000293    | Classé         | 1978      |                |
| Gemälde Elias im Feuerwagen                                                               | Ölfarbe auf Leinwand, vergoldeter Holzrahmen, 18. Jahrhundert | im Hôtel Boistouset (Lage)                                         | PM25000294    | Classé         | 1978      |                |
| Kelch und Patene                                                                          | Silber, vergoldet, bezeichnet 1804, Goldschmied Pierre-Augustin-François Jacquet; in der Schatzkammer der Kathedrale St-Jean-et-St-Étienne deponiert                                                                                | im Hôtel Boistouset (Lage)                                         | PM25000295    | Classé         | 1979      |                |
| Gemälde Maria Trösterin                                                                   | Ölfarbe auf Leinwand, 17. Jahrhundert; im Musée du Temps deponiert | im Hôtel Boistouset (Lage)                                         | PM25000296    | Classé         | 1981      |                |
| Skulptur Heiliger Wilhelm                                                                 | Holz, farbig gefasst, 15. Jahrhundert | im Hôtel de la Préfecture (Lage)                                   | PM25000297    | Classé         | 1928      |                |
| Skulptur Heiliger Eligius                                                                 | Stein, farbig gefasst, 16. Jahrhundert | im Hôtel de la Préfecture (Lage)                                   | PM25000298    | Classé         | 1928      |                |
| Skulptur Madonna mit Kind                                                                 | Holz, farbig gefasst, 16. Jahrhundert | im Hôtel de la Préfecture (Lage)                                   | PM25000299    | Classé         | 1928      |                |
| Skulptur Heiliger Theresa                                                                 | Holz, farbig gefasst, 16. Jahrhundert | im Hôtel de la Préfecture (Lage)                                   | PM25000300    | Classé         | 1928      |                |
| Skulptur Sitzende Madonna                                                                 | Holz, vergoldet, 18. Jahrhundert | im Hôtel de la Préfecture (Lage)                                   | PM25000301    | Classé         | 1928      |                |
| Kruzifix                                                                                  | Holz, farbig gefasst, 16. Jahrhundert | im Hôtel de la Préfecture (Lage)                                   | PM25000302    | Classé         | 1942      |                |
| Skulptur Kreuzigung des heiligen Andreas                                                  | Holz, 15. Jahrhundert; aus der Abbaye Ste-Odile in Baume-les-Dames | im Hôtel de la Préfecture (Lage)                                   | PM25000303    | Classé         | 1942      |                |
| Skulptur Heiliger Christophorus                                                           | Holz, farbig gefasst, 16. Jahrhundert | im Hôtel de la Préfecture (Lage)                                   | PM25000304    | Classé         | 1962      |                |
| Gemälde Porträt von Pius VII.                                                             | Ölfarbe auf Leinwand, um 1820; in der Bibliothèque d’étude et de conservation deponiert | im Hôtel Boistouset (Lage)                                         | PM25000305    | Classé         | 1904      |                |
| Urkundentruhe der Stadt Besançon                                                          | Schmiedeeisen, 16. Jahrhundert | in der Bibliothèque d’Étude et de Conservation (Lage)              | PM25000306    | Classé         | 1928      |                |
| Büste Humbert Lulier                                                                      | Keramik, 16. Jahrhundert, Bildhauer Claude Lulier; im Musée des Beaux-Arts et d’Archéologie deponiert | in der Bibliothèque d’Étude et de Conservation (Lage)              | PM25000307    | Classé         | 1928      |                |
| Büste Nicolas Nicole                                                                      | Stein, 18. Jahrhundert, Bildhauer Luc Breton | in der Bibliothèque d’Étude et de Conservation (Lage)              | PM25000308    | Classé         | 1928      |                |
| Büste Joseph de Bauffremont                                                               | Gips, 18. Jahrhundert, Bildhauer Luc Breton | in der Bibliothèque d’Étude et de Conservation (Lage)              | PM25000309    | Classé         | 1928      |                |
| Büste Victor Hugo                                                                         | Gips, 1838, Bildhauer Pierre Jean David d’Angers | in der Bibliothèque d’Étude et de Conservation (Lage)              | PM25000310    | Classé         | 1928      |                |
| Büste Antoine Perrenot de Granvelle                                                       | Gips, 1821, Bildhauer Georges-Philippe Clésinger | in der Bibliothèque d’Étude et de Conservation (Lage)              | PM25000311    | Classé         | 1928      |                |
| Büste Chales Weiss                                                                        | Marmor, 1845, Bildhauer Auguste Clésinger | in der Bibliothèque d’Étude et de Conservation (Lage)              | PM25000312    | Classé         | 1928      |                |
| Skulptur Théodore Jouffroy                                                                | Marmor, 1847, Bildhauer James Pradier | in der Bibliothèque d’Étude et de Conservation (Lage)              | PM25000313    | Classé         | 1928      |                |
| Kelch                                                                                     | Elfenbein, 16. Jahrhundert | in der Bibliothèque d’Étude et de Conservation (Lage)              | PM25000314    | Classé         | 1948      |                |
| Pokal                                                                                     | Elfenbein, 17. Jahrhundert | in der Bibliothèque d’Étude et de Conservation (Lage)              | PM25000315    | Classé         | 1948      |                |
| Schreibtisch von Pierre-Adrien Pâris                                                      | Holz, bemalt, Ende des 18. Jahrhunderts | in der Bibliothèque d’Étude et de Conservation (Lage)              | PM25000316    | Classé         | 1957      |                |
| Hocker                                                                                    | Akazienholz, Leder, Ende des 18. Jahrhunderts; eventuell aus dem Besitz von Pierre-Adrien Pâris | in der Bibliothèque d’Étude et de Conservation (Lage)              | PM25000317    | Classé         | 1957      |                |
| Inschriftenstein                                                                          | Fragmente einer gallo-römischen Inschrift | an der Porte Saint-Étienne der Zitadelle (?) (Lage)                | PM25000318    | Classé         | 1928      |                |
| Wappenrelief                                                                              | Stein, 17. Jahrhundert | an der Porte Saint-Étienne der Zitadelle (Lage)                    | PM25000319    | Classé         | 1928      |                |
| Pumpe                                                                                     | Holz, Schmiedeeisen, 17. Jahrhundert | im Innenhof der Zitadelle (Lage)                                   | PM25000320    | Classé         | 1928      |                |
| Wandvertäfelung der Apotheke                                                              | Holz, 18. Jahrhundert | im Hôpital Saint-Jacques (Lage)                                    | PM25000321    | Classé         | 1916      | weitere Bilder |
| Arzeneigefäße                                                                             | Fayence, unter anderem bezeichnet 1703 | im Hôpital Saint-Jacques (Lage)                                    | PM25000322    | Classé         | 1916      |                |
| Mörser                                                                                    | Bronze, bezeichnet 1585 | im Hôpital Saint-Jacques (Lage)                                    | PM25000323    | Classé         | 1916      |                |
| Tisch                                                                                     | Holz, vergoldet, Marmor, 17. Jahrhundert | im Hôpital Saint-Jacques (Lage)                                    | PM25000324    | Classé         | 1916      |                |
| 14 Gemälde: Porträts von Wohltätern des Hospitals                                         | Ölfarbe auf Leinwand, vergoldete Holzrahmen, 17. und 18. Jahrhundert | im Hôpital Saint-Jacques (Lage)                                    | PM25000325    | Classé         | 1916      |                |
| Pendeluhr                                                                                 | vom Anfang des 18. Jahrhunderts, Uhrmacher François Mestregent | im Hôpital Saint-Jacques (Lage)                                    | PM25000326    | Classé         | 1916      |                |
| Sänfte                                                                                    | Holz, bemalt und vergoldet, Stoff, 18. Jahrhundert | im Hôpital Saint-Jacques (Lage)                                    | PM25000327    | Classé         | 1916      |                |
| Zwei Kamineinfassungen                                                                    | Fayence, 18. Jahrhundert; gestohlen | im Hôpital Saint-Jacques (Lage)                                    | PM25000328    | Classé         | 1916      |                |
| Damen-Schreibtisch („Bonheur du jour“)                                                    | Holz, Ende des 18. Jahrhunderts | im Hôpital Saint-Jacques (Lage)                                    | PM25000329    | Classé         | 1948      |                |
| Geschirrschrank                                                                           | Holz, 17. Jahrhundert; gestohlen | im Hôpital Saint-Jacques (Lage)                                    | PM25000330    | Classé         | 1948      |                |
| Statuenreliquiar Madonna mit Kind                                                         | Holz, farbig gefasst und vergoldet, 17. Jahrhundert | im Hôpital Saint-Jacques (Lage)                                    | PM25000331    | Classé         | 1988      |                |
| Gemäldezyklus Werke der Barmherzigkeit                                                    | sieben Gemälde; Ölfarbe auf Leinwand, 17. Jahrhundert | im Hôpital Saint-Jacques (Lage)                                    | PM25000332    | Classé         | 1975      |                |
| Zwei Gemälde: Hafenszenen                                                                 | Ölfarbe auf Holz, vergoldete Holzrahmen, Ende des 18. Jahrhunderts | im Hôpital Saint-Jacques (Lage)                                    | PM25000333    | Classé         | 1978      |                |
| Kelch und Patene                                                                          | Silber, vergoldet, Patene gemarkt 1678/79, Kelch zwischen 1798 und 1809, Goldschmied Pierre Paraud; in der Kirche St-Pierre deponiert                                                                                               | im Hôpital Saint-Jacques (Lage)                                    | PM25000334    | Classé         | 1978      |                |
| Kelch                                                                                     | Silber, gemarkt 1785, Goldschmied Pierre-Antoine Granguillaume; in der Kirche St-Pierre deponiert | im Hôpital Saint-Jacques (Lage)                                    | PM25000335    | Classé         | 1978      |                |
| Bildstickerei Anbetung des Grabtuchs von Besançon                                         | Seide, bedruckt, bemalt und bestickt, vergoldeter Eichenholzrahmen, um 1660 | im Hôpital Saint-Jacques (Lage)                                    | PM25000336    | Classé         | 1978      |                |
| Bildstickerei Grabtuch von Besançon                                                       | Seide, bedruckt und bestickt, vergoldeter Eichenholzrahmen, um 1630 | im Hôpital Saint-Jacques (Lage)                                    | PM25000337    | Classé         | 1978      |                |
| Sakristeischrank                                                                          | Holz, 17. Jahrhundert | im Hôpital Saint-Jacques (Lage)                                    | PM25000338    | Classé         | 1978      |                |
| Gemälde Chrsitus bei Martha und Maria                                                     | Ölfarbe auf Leinwand, vergoldeter Holzrahmen, Anfang des 17. Jahrhunderts | im Hôpital Saint-Jacques (Lage)                                    | PM25000339    | Classé         | 1978      |                |
| Gemälde Haupt Christi                                                                     | Ölfarbe auf Holz, vergoldeter Holzrahmen, erste Hälfte des 16. Jahrhunderts | im Hôpital Saint-Jacques (Lage)                                    | PM25000340    | Classé         | 1978      |                |
| Skulpturen der vier Evangelisten                                                          | Stein, 1762, Bildhauer Michel Devosges | im Hôpital Saint-Jacques (Lage)                                    | PM25000341    | Classé         | 1978      |                |
| Wandvertäfelung der Kapelle                                                               | Holz, 18. Jahrhundert | im Hôpital Saint-Jacques (Lage)                                    | PM25000342    | Classé         | 1909      |                |
| Zaun des Ehrenhofs und der Gärten                                                         | Schmiedeeisen, 1703 | im Hôpital Saint-Jacques (Lage)                                    | PM25000343    | Classé         | 1916      |                |
| Skulptur Johannes Evangelist                                                              | Teil einer Kreuzigungsgruppe; Holz, farbig gefasst, Ende des 15. Jahrhunderts | im EHPAD Bellevaux (Kapelle) (Lage)                                | PM25000345    | Classé         | 1957      |                |
| Skulptur Mater dolorosa                                                                   | Teil einer Kreuzigungsgruppe; Holz, farbig gefasst, Ende des 15. Jahrhunderts | im EHPAD Bellevaux (Kapelle) (Lage)                                | PM25000346    | Classé         | 1957      |                |
| Kanzel und Wandvertäfelung                                                                | Holz, 17. Jahrhundert | im Collège Victor-Hugo (Kapelle) (Lage)                            | PM25000347    | Classé         | 1928      |                |
| Takenplatte                                                                               | Gusseisen, bezeichnet 1773 | im Collège Victor-Hugo (Lage)                                      | PM25000348    | Classé         | 1928      |                |
| Mitra von Charles de Neufchâtel                                                           | Pappe, Stoff, bestickt und bemalt, zwischen 1470 und 1481 | in der Kathedrale St-Jean-et-St-Étienne (Schatzkammer) (Lage)      | PM25000349    | Classé         | 1901      |                |
| Prozessionskreuz                                                                          | Silber, vergoldet, 16. Jahrhundert; im Musée des Beaux-Arts et d’Archéologie deponiert | im Hôtel Boistouset (Lage)                                         | PM25000350    | Classé         | 1901      |                |
| Wandteppich Szene aus einem höfischen Roman                                               | Tapisserie, 15. Jahrhundert; im Musée des Beaux-Arts et d’Archéologie deponiert | im Hôtel Boistouset (Lage)                                         | PM25000351    | Classé         | 1904      |                |
| Zwei Skulpturen: Heilige Ferreolus und Ferrutius                                          | Marmor, datiert 1543 | in der Kathedrale St-Jean-et-St-Étienne (Lage)                     | PM25000352    | Classé         | 1904      |                |
| Drei Skulpturen: Heiliger Stefan und heilige Ferreolus und Ferrutius                      | Marmor, um 1560, Bildhauer Claude Lullier; vom Lettner der Kathedrale St-Jean-et-St-Étienne | im Musée des Beaux-Arts et d’Archéologie (Lage)                    | PM25000353    | Classé         | 1904      |                |
| Gemälde Festzug anlässlich der Inthronisation von Papst Alexander VIII.                   | Ölfarbe auf Leinwand, 17. Jahrhundert; im Musée des Beaux-Arts et d’Archéologie deponiert | im Hôtel Boistouset (Lage)                                         | PM25000354    | Classé         | 1904      |                |
| Wandteppich Triumph Alexander des Großen                                                  | Tapisserie, um 1680; im Musée des Beaux-Arts et d’Archéologie deponiert | im Hôtel Boistouset (Lage)                                         | PM25000355    | Classé         | 1904      |                |
| Zwei Altarflügel: Mariä Verkündigung                                                      | Ölfarbe auf Holz, 16. Jahrhundert; im Musée des Beaux-Arts et d’Archéologie deponiert | im Hôtel Boistouset (Lage)                                         | PM25000356    | Classé         | 1904      |                |
| Gemälde Kreuztragung                                                                      | Ölfarbe auf Holz, 16. Jahrhundert, von Ludovico Cigoli; im Musée des Beaux-Arts et d’Archéologie deponiert | im Hôtel Boistouset (Lage)                                         | PM25000357    | Classé         | 1904      |                |
| Gemälde Kreuzabnahme                                                                      | Ölfarbe auf Leinwand, 17. Jahrhundert, Domenichino zugeschrieben; im Musée des Beaux-Arts et d’Archéologie deponiert | im Hôtel Boistouset (Lage)                                         | PM25000358    | Classé         | 1904      |                |
| Gemälde Szene aus Venedigs Geschichte                                                     | Ölfarbe auf Leinwand, 16. Jahrhundert, Paolo Veronese zugeschrieben; im Musée des Beaux-Arts et d’Archéologie deponiert | im Hôtel Boistouset (Lage)                                         | PM25000359    | Classé         | 1904      |                |
| Gemälde Hochzeit von Tobias                                                               | Ölfarbe auf Holz, 1642 von Frans II Francken; im Musée des Beaux-Arts et d’Archéologie deponiert | im Hôtel Boistouset (Lage)                                         | PM25000360    | Classé         | 1904      |                |
| Gemälde Jesus und ein Rechtsgelehrter                                                     | Ölfarbe auf Holz, 17. Jahrhundert; im Musée des Beaux-Arts et d’Archéologie deponiert | im Hôtel Boistouset (Lage)                                         | PM25000361    | Classé         | 1904      |                |
| Gemälde Porträt von Jean d’Estrées                                                        | Ölfarbe auf Holz, Anfang des 18. Jahrhundert, von Hyacinthe Rigaud; im Musée des Beaux-Arts et d’Archéologie deponiert | im Hôtel Boistouset (Lage)                                         | PM25000362    | Classé         | 1904      |                |
| Gemälde Porträt von Armand I. Gaston Maximilien de Rohan-Soubise                          | Ölfarbe auf Holz, erste Hälfte des 18. Jahrhundert, von Hyacinthe Rigaud; im Musée des Beaux-Arts et d’Archéologie deponiert | im Hôtel Boistouset (Lage)                                         | PM25000363    | Classé         | 1904      |                |
| Gemälde Porträt von Louis-François-Auguste de Rohan-Chabot                                | Ölfarbe auf Leinwand, um 1830; im Musée des Beaux-Arts et d’Archéologie deponiert | im Hôtel Boistouset (Lage)                                         | PM25000364    | Classé         | 1904      |                |
| Grafik Raub der Sabinerinnen                                                              | Tusche auf Papier, erste Hälfte des 17. Jahrhunderts, von Nicolas Poussin; im Musée des Beaux-Arts et d’Archéologie deponiert | im Hôtel Boistouset (Lage)                                         | PM25000365    | Classé         | 1904      |                |
| Gemälde Heiliger Josef mit Jesusknaben                                                    | Ölfarbe auf Leinwand, 17. Jahrhundert, aus der Werkstatt von Georges de La Tour | im Musée des Beaux-Arts et d’Archéologie (Lage)                    | PM25000366    | Classé         | 1947      |                |
| Seitenaltar                                                                               | dritter Altar auf der linken Seite; Altartisch, Altaraufbau, Tabernakel und Exposition; Holz, farbig gefasst und vergoldet, 18. Jahrhundert                                                                                         | in der Kapelle des Grand Séminaire (Lage)                          | PM25000367    | Classé         | 1985      |                |
| Gemälde Heiliger Antonius der Große und heiliger Antonius von Padua                       | Ölfarbe auf Leinwand, vergoldeter Holzrahmen, 18. Jahrhundert | im Grand Séminaire (Lage)                                          | PM25000368    | Classé         | 1985      |                |
| Gemälde Porträt eines Papstes                                                             | Ölfarbe auf Leinwand, Holzrahmen, 17. Jahrhundert | im Grand Séminaire (Lage)                                          | PM25000369    | Classé         | 1985      |                |
| Gemälde Heilige Familie                                                                   | Ölfarbe auf Holz, vergoldeter Holzrahmen, erste Hälfte des 17. Jahrhunderts, aus dem Umfeld von Peter Paul Rubens; im Hôtel Boistouset deponiert                                                                                    | im Grand Séminaire (Lage)                                          | PM25000370    | Classé         | 1985      |                |
| Skulptur Madonna mit Kind                                                                 | Holz, farbig gefasst, 18. Jahrhundert | im Grand Séminaire (Lage)                                          | PM25000371    | Classé         | 1982      |                |
| Geschirrschrank                                                                           | Obstbaumholz, 17. Jahrhundert | im Grand Séminaire (Lage)                                          | PM25000372    | Classé         | 1985      |                |
| Eckschrank                                                                                | Holz, Marmor, Ende des 18. Jahrhunderts | im Grand Séminaire (Lage)                                          | PM25000373    | Classé         | 1985      |                |
| Sechs Altarleuchter                                                                       | Metall, vergoldet, 19. Jahrhundert | in der Kapelle des Grand Séminaire (Lage)                          | PM25000374    | Classé         | 1982      |                |
| Gemälde Madonna mit Kind und Kissen                                                       | Ölfarbe auf Leinwand, vergoldeter Holzrahmen, 18. Jahrhundert | im Grand Séminaire (Lage)                                          | PM25000375    | Classé         | 1982      |                |
| Skulptur Stehende Maonna mit Kind                                                         | Holz, farbig gefasst, 18. Jahrhundert | im Grand Séminaire (Lage)                                          | PM25000376    | Classé         | 1985      |                |
| Gemälde Mädchen mit Rüschenhaube                                                          | Ölfarbe auf Leinwand, vergoldeter Holzrahmen, 1839 von Joseph-Ferdinand Lancrenon | im Grand Séminaire (Lage)                                          | PM25000377    | Classé         | 1982      |                |
| Drei Reliefs: Christi Geburt, Anbetung der Könige und Ermordung der unschuldigen Kindlein | Stein, farbig gefasst, 16. Jahrhundert | im Lycée Pasteur (Lage)                                            | PM25000378    | Classé         | 1978      |                |
| Skulptur Christus in der Rast                                                             | Holz, um 1500 | im Maison de Retraite de Saint-Ferjeux (Lage)                      | PM25000380    | Classé         | 1975      |                |
| Altar der Rose von Johannes                                                               | Marmor, vermutlich gallorömisch, moderner Kalksteinsockel | in der Kathedrale St-Jean-et-St-Étienne (Lage)                     | PM25001466    | Classé         | 1875      |                |
| Kanzel                                                                                    | Kalkstein, datiert 1469 | in der Kathedrale St-Jean-et-St-Étienne (Lage)                     | PM25001467    | Classé         | 1875      | weitere Bilder |
| Grabmal für Ferry Carondelet                                                              | Marmor, Kalkstein, Alabaster (?), bezeichnet 1543, Michel Scherrier zugeschrieben | in der Kathedrale St-Jean-et-St-Étienne (Lage)                     | PM25001468    | Classé         | 1875      | weitere Bilder |
| Pietà                                                                                     | Marmor, Alabaster, datiert 1532, Bildhauer Conrat Meit | in der Kathedrale St-Jean-et-St-Étienne (Lage)                     | PM25001469    | Classé         | 1875      |                |
| Relief Abendmahl                                                                          | Alabaster, Holz, bemalt, um 1560, Bildhauer Claude Lullier | in der Kathedrale St-Jean-et-St-Étienne (Lage)                     | PM25001470    | Classé         | 1875      | weitere Bilder |
| Wandvertäfelung der großen Sakristei                                                      | Eichenholz, datiert 1778 | in der Kathedrale St-Jean-et-St-Étienne (Lage)                     | PM25001471    | Classé         | 1875      |                |
| Weihwasserbecken                                                                          | Kalkstein, Marmor, Blei, Eisen, Ende des 16. Jahrhunderts | in der Kathedrale St-Jean-et-St-Étienne (Lage)                     | PM25001472    | Classé         | 1875      |                |
| Taufbecken                                                                                | Kalkstein, Holz, Blei, bezeichnet 1691 | in der Kathedrale St-Jean-et-St-Étienne (Lage)                     | PM25001473    | Classé         | 1875      |                |
| Skulptur Louis-François-Auguste de Rohan-Chabot                                           | Marmor, datiert 1835, Bildhauer Georges-Philippe Clésinger | in der Kathedrale St-Jean-et-St-Étienne (Lage)                     | PM25001474    | Classé         | 1875      | weitere Bilder |
| Skulptur Jacques-Marie-Adrien-Césaire Mathieu                                             | Marmor, bezeichnet 1880, Bildhauer Charles Arthur Bourgeois | in der Kathedrale St-Jean-et-St-Étienne (Lage)                     | PM25001475    | Classé         | 1875      | weitere Bilder |
| Zwei Ziervasen                                                                            | Kalkstein, 1781 von Jean-Baptiste-Joseph Boutry | Promenade Chamars (Lage)                                           | PM25001588    | Classé         | 1991      |                |
| Gemälde Burg mit Zugbrücke                                                                | Ölfarbe auf Leinwand, vergoldeter Holzrahmen, erste Hälfte des 19. Jahrhunderts | im Hôtel Boistouset (Lage)                                         | PM25001601    | Classé         | 1988      |                |
| Gemälde Predigt der heiligen Ferreolus und Ferrutius                                      | Ölfarbe auf Leinwand, vergoldeter Holzrahmen, 1754 von Charles-Joseph Natoire | in der Kathedrale St-Jean-et-St-Étienne (Lage)                     | PM25001602    | Classé         | 1904      |                |
| Kelch                                                                                     | Silber, vergoldet, gemarkt 1767/68, Goldschmied Jean-François Thiébaud | in der Kathedrale St-Jean-et-St-Étienne (Schatzkammer) (Lage)      | PM25001603    | Classé         | 1988      |                |
| Kelch                                                                                     | Silber, vergoldet, gemarkt 1747/48, Goldschmied Pierre-François Grandguillaume | in der Kathedrale St-Jean-et-St-Étienne (Lage)                     | PM25001604    | Classé         | 1988      |                |
| Kelch und Patene                                                                          | Silber, vergoldet, gemarkt 1778, Goldschmied Jean-François Thiébaud | in der Kathedrale St-Jean-et-St-Étienne (Lage)                     | PM25001605    | Classé         | 1988      |                |
| Kelch und Patene                                                                          | Silber, vergoldet, gemarkt 1784 | in der Kathedrale St-Jean-et-St-Étienne (Lage)                     | PM25001606    | Classé         | 1988      |                |
| Kelch und Patene                                                                          | Silber, vergoldet, zwischen 1826 und 1838, Goldschmied Jacques-Alexandre Basnier | in der Kathedrale St-Jean-et-St-Étienne (Lage)                     | PM25001607    | Classé         | 1988      |                |
| Kelch und Patene                                                                          | Silber, vergoldet, zwischen 1798 und 1809, Goldschmied Pierre-Augustin-François Jacquet | in der Kathedrale St-Jean-et-St-Étienne (Lage)                     | PM25001608    | Classé         | 1988      |                |
| Kelch und Patene                                                                          | Silber, vergoldet, 17. Jahrhundert | in der Kathedrale St-Jean-et-St-Étienne (Lage)                     | PM25001609    | Classé         | 1988      |                |
| Tablett mit zwei Messkännchen                                                             | Silber, vergoldet, zwischen 1819 und 1838, Goldschmied Jean-Charles Cahier | in der Kathedrale St-Jean-et-St-Étienne (Lage)                     | PM25001610    | Classé         | 1988      |                |
| Zwei Messkännchen                                                                         | Silber, vergoldet, zwischen 1819 und 1838, Goldschmied Pierre-Augustin-François Jacquet | in der Kathedrale St-Jean-et-St-Étienne (Lage)                     | PM25001611    | Classé         | 1988      |                |
| Ziborium                                                                                  | Silber, vergoldet, zwischen 1798 und 1809, Goldschmied Jean-Ange-Joseph Loque | in der Kathedrale St-Jean-et-St-Étienne (Lage)                     | PM25001612    | Classé         | 1988      |                |
| Ziborium                                                                                  | Silber, vergoldet, datiert 1735, Goldschmied Jean-Claude Veys | in der Kathedrale St-Jean-et-St-Étienne (Lage)                     | PM25001613    | Classé         | 1988      |                |
| Reisegeschirr von Raymond de Durfort                                                      | Schüssel mit Deckel, zwei Kerzenständer, Kerzenhalter, Glöckchen, Teller, Handwaschschale und Dose; Silber, vergoldet, gemarkt 1778, 1782 und 1783, Goldschmied Jacques Henri Alberti                                               | in der Kathedrale St-Jean-et-St-Étienne (Lage)                     | PM25001614    | Classé         | 1988      |                |
| Missale Bisuntinum-                                                                       | Wiegendruck, 1465 (?) in Salins-le-Bains bei Jean Dupré gedruckt; aus dem Besitz von Charles de Neufchâtel (?) | in der Kathedrale St-Jean-et-St-Étienne (Lage)                     | PM25001615    | Classé         | 1988      |                |
| Reliquiar                                                                                 | Silber, 17. Jahrhundert | in der Kathedrale St-Jean-et-St-Étienne (Lage)                     | PM25001616    | Classé         | 1988      |                |
| Vier Altarleuchter                                                                        | Holz, vergoldet, 18. Jahrhundert | in der Kathedrale St-Jean-et-St-Étienne (Lage)                     | PM25001617    | Classé         | 1988      |                |
| Kerzenhalter                                                                              | Silber, vergoldet, datiert 1828, Goldschmied Jean-Charles Cahier; aus dem Besitz von Louis-François-Auguste de Rohan-Chabot | in der Kathedrale St-Jean-et-St-Étienne (Lage)                     | PM25001618    | Classé         | 1988      |                |
| Handwaschschale und Wasserkrug                                                            | Silber, vergoldet, datiert 1828, Goldschmied Jean-Charles Cahier; aus dem Besitz von Louis-François-Auguste de Rohan-Chabot | in der Kathedrale St-Jean-et-St-Étienne (Lage)                     | PM25001619    | Classé         | 1988      |                |
| Weihrauchfass                                                                             | Silber, um 1790, Goldschmied Jean-François Thiébaud | in der Kathedrale St-Jean-et-St-Étienne (Lage)                     | PM25001620    | Classé         | 1988      |                |
| Zwei Siegelmatrizen                                                                       | Kupfer, vergoldet, 16. Jahrhundert | in der Kathedrale St-Jean-et-St-Étienne (Lage)                     | PM25001621    | Classé         | 1988      |                |
| Paxtafel Kreuzigung                                                                       | Bronze oder Kupfer, vergoldet, 15. Jahrhundert | in der Kathedrale St-Jean-et-St-Étienne (Lage)                     | PM25001622    | Classé         | 1988      |                |
| Monstranz                                                                                 | Silber, 17. Jahrhundert | in der Kathedrale St-Jean-et-St-Étienne (Lage)                     | PM25001623    | Classé         | 1988      |                |
| Hauptaltar                                                                                | Altartisch, Tabernakel und sechs Altarleuchter; Marmor, Holz und Bronze, vergoldet, 1846, Entwurf Victor Baille | in der Kirche St-Pierre (Lage)                                     | PM25001624    | Classé         | 1971      | weitere Bilder |
| Kirchenmobiliar                                                                           | Zelebrantenstuhl, zwei Hocker, eine Bank und eine Kredenz; Holz, vergoldet, 17. Jahrhundert | in der Kirche St-Maurice (Lage)                                    | PM25001625    | Classé         | 1928      |                |
| Hauptaltar                                                                                | Altartisch, Tabernakel, zwei Skulpturen, Altarkreuz und sechs Altarleuchter; Marmor, Bronze, Stuck und Holz, vergoldet, 1834 | in der Kirche Ste-Madeleine (Lage)                                 | PM25001626    | Classé         | 1971      | weitere Bilder |
| Altar der Winterkapelle                                                                   | Altaraufbau, Tabernakel und Altarkreuz; Holz, vergoldet, 18. Jahrhundert | in der Kirche Ste-Madeleine (Lage)                                 | PM25001627    | Classé         | 1971      |                |
| Hauptaltar                                                                                | Altartisch, Altaraufbau, Tabernakel, Retabel und Gemälde; Marmor, Stein, Metall, vergoldet, 17. Jahrhundert, Ölfarbe auf Leinwand, 1896 von Joseph Aubert                                                                           | in der Kapelle des Grand Séminaire (Lage)                          | PM25001628    | Classé         | 1982      |                |
| Seitenaltar                                                                               | zweiter Altar auf der linken Seite (?); Altartisch, Tabernakel, Retabel und Gemälde; Holz, farbig gefasst, Ölfarbe auf Leinwand, 19. Gahrhundert; das Altarbild von Joseph-Ferdinand Lancrenon                                      | in der Kapelle des Grand Séminaire (Lage)                          | PM25001629    | Classé         | 1982      |                |
| Kirchenausstattung                                                                        | Hauptaltar und Seitenaltäre mit Retabeln und Leuchtern, sowie die Kanzel; Holz, farbig gefasst und vergoldet, 16. Jahrhundert | im Hôpital Saint-Jacques (Kapelle Notre-Dame-du-Refuge) (Lage)     | PM25001630    | Classé         | 1916      |                |
| Mobiliar des Salle de Réunions                                                            | ein Schrank und mehrere Armstühle; Holz, 17. und 18. Jahrhundert; der Schrank nicht meher auffindbar | im Hôpital Saint-Jacques (Lage)                                    | PM25001631    | Classé         | 1916      |                |
| Autel du Plafond                                                                          | Altartisch, Altaraufbau, Tabernakel, Retabel, Baldachin, vier Skulpturen und sechs Altarleuchter; Holz, farbig gefasst und vergoldet, 18. Jahrhundert                                                                               | im Hôpital Saint-Jacques (Lage)                                    | PM25001632    | Classé         | 1978      |                |
| Wandvertäfelung des Treppenhauses, Türflügel und Abschrankung                             | Holz, Schmiedeeisen, 18. und 19. Jahrhundert | im Hôpital Saint-Jacques (Lage)                                    | PM25001633    | Classé         | 1978      |                |
| Flügel                                                                                    | um 1827 von Conrad Graf gebaut | 24 rue de la Préfecture (Lage)                                     | PM25001634    | Classé         | 1997      |                |
| Fragmente antiker Skulpturen                                                              | gallorömisch | Square Castan (Lage)                                               | PM25001635    | Classé         | 1910      | weitere Bilder |
| Gemälde Anbetung der Könige                                                               | Ölfarbe auf Leinwand, vergoldeter Holzrahmen, 17. oder 18. Jahrhundert | im Hôpital Saint-Jacques (Lage)                                    | PM25001745    | Classé         | 2002      |                |
| Skulptur Allegorie des Glaubens                                                           | Holz, 18. Jahrhundert | im Hôpital Saint-Jacques (Lage)                                    | PM25001746    | Classé         | 2002      |                |
| Kruzifix                                                                                  | Elfenbein, Holz, um 1800, möglicherweise von Jacques-Joseph Rosset; vor 2016 gestohlen | im Hôpital Saint-Jacques (Lage)                                    | PM25001747    | Classé         | 2002      |                |
| Dekor der Basilika Sts-Ferréol-et-Ferjeux                                                 | Wandgemälde von Louis-Auguste Girardot, Mosaiken von Ulysse Drupt, Kirchenfenster von Félix Gaudin und Skulpturen von Just Becquet, Ende des 19. Jahrhunderts                                                                       | in der Basilika Sts-Ferréol-et-Ferjeux (Lage)                      | PM25001750    | Inscrit        | 2006      | weitere Bilder |
| Karl-Borromäus-Altar                                                                      | rechter Seitenaltar; Altartisch, Retabel und Gemälde; Holz, farbig gefasst und vergoldet, 18. Jahrhundert, sowie Ölfarbe auf Leinwand, 1901 von Louis Eugène Baille                                                                 | in der Kapelle des Grand Séminaire (Lage)                          | PM25001754    | Inscrit        | 1982      |                |
| Kanzel                                                                                    | Holz, vergoldet, Anfang des 18. Jahrhunderts | in der Kirche Notre-Dame (Lage)                                    | PM25001847    | Inscrit        | 1975      |                |
| Kruzifix                                                                                  | Holz, 18. Jahrhundert | in der Kirche Notre-Dame (Lage)                                    | PM25001848    | Inscrit        | 1975      |                |
| Skulptur Heiliger Vinzenz                                                                 | Holz, 18. Jahrhundert | in der Kirche Notre-Dame (Lage)                                    | PM25001849    | Inscrit        | 1975      |                |
| Skulptur Johannes der Täufer                                                              | Holz, 18. Jahrhundert | in der Kirche Notre-Dame (Lage)                                    | PM25001850    | Inscrit        | 1975      |                |
| Gemälde Martyrium der heiligen Ferreolus und Ferrutius                                    | Ölfarbe auf Leinwand, 1823 von Antoine Borel | in der Kirche Ste-Madeleine (Lage)                                 | PM25001852    | Inscrit        | 1974      | weitere Bilder |
| Gemälde Verklärung der heiligen Philomena                                                 | Ölfarbe auf Leinwand, 1872 von Joseph-Ferdinand Lancrenon | in der Kirche Ste-Madeleine (Lage)                                 | PM25001853    | Inscrit        | 1974      |                |
| Kruzifix                                                                                  | Holz, 16. oder 17. Jahrhundert | in der Kirche Ste-Madeleine (Lage)                                 | PM25001854    | Inscrit        | 1975      |                |
| Gemälde Heiliger Karl Borromäus                                                           | Ölfarbe auf Leinwand, vergoldeter Holzrahmen, 17. Jahrhundert | in der Kirche Ste-Madeleine (Lage)                                 | PM25001855    | Inscrit        | 1982      |                |
| Gemälde Herz Jesu mit Madonna und Schutzengel                                             | Ölfarbe auf Leinwand, vergoldeter Holzrahmen, 18. Jahrhundert | in der Kirche Ste-Madeleine (Lage)                                 | PM25001856    | Inscrit        | 1982      |                |
| Skulptur Heiliger Werner von Oberwesel                                                    | Holz, 17. Jahrhundert | in der Kirche Ste-Madeleine (Lage)                                 | PM25001857    | Inscrit        | 1999      |                |
| Gemälde Mariä Himmelfahrt                                                                 | Ölfarbe auf Leinwand, Ende des 16. Jahrhunderts | in der Kirche St-Hippolyte (Lage)                                  | PM25001859    | Inscrit        | 1975      |                |
| Gemälde Martyrium des heiligen Hyppolit                                                   | Ölfarbe auf Leinwand, um 1600 | in der Kirche St-Hippolyte (Lage)                                  | PM25001860    | Inscrit        | 1975      |                |
| Kruzifix                                                                                  | Elfenbein, 18. Jahrhundert | im Hôpital Saint-Jacques (Lage)                                    | PM25001863    | Inscrit        | 2001      |                |
| Kommode                                                                                   | Holz, Bronze, Marmor, 18. Jahrhundert | im Hôpital Saint-Jacques (Lage)                                    | PM25001864    | Inscrit        | 2001      |                |
| Schreibtisch                                                                              | Holz, 18. Jahrhundert | im Hôpital Saint-Jacques (Lage)                                    | PM25001865    | Inscrit        | 2001      |                |
| Ausstattung der Hauskapelle                                                               | Wandvertäfelung, Schränke, Altarleuchter, Kirchenbänke, Kniebänke, Betstuhl, Beichtstuhl und Skulptur; Eichen- und Nussbaumholz, 18. Jahrhundert                                                                                    | im Hôpital Saint-Jacques (Lage)                                    | PM25001866    | Inscrit        | 2001      |                |
| Gemälde Mater dolorosa                                                                    | Ölfarbe auf Leinwand, vergoldeter Holzrahmen, 18. Jahrhundert | im Hôpital Saint-Jacques (Lage)                                    | PM25001867    | Inscrit        | 2001      |                |
| Gemälde Heilige Familie                                                                   | Ölfarbe auf Leinwand, vergoldeter Holzrahmen, 18. Jahrhundert | im Hôpital Saint-Jacques (Lage)                                    | PM25001868    | Inscrit        | 2001      |                |
| Gemälde Mönche versorgen Kranke                                                           | Ölfarbe auf Leinwand, bezeichnet 1739 | im Hôpital Saint-Jacques (Lage)                                    | PM25001869    | Inscrit        | 2001      |                |
| Zwei Kerzenständer mit Tritonen                                                           | Bronze, 19. Jahrhundert | im Hôpital Saint-Jacques (Lage)                                    | PM25001870    | Inscrit        | 2001      |                |
| Drei Gemälde mit Porträts der Familie Gauffre                                             | Ölfarbe auf Leinwand, 19. Jahrhundert | im Hôpital Saint-Jacques (Lage)                                    | PM25001871    | Inscrit        | 2001      |                |
| Kelch und Patene                                                                          | Silber, vergoldet, 19. Jahrhundert | im Hôpital Saint-Jacques (Lage)                                    | PM25001872    | Inscrit        | 1978      |                |
| Kelch und Patene                                                                          | Silber, vergoldet, 19. Jahrhundert | im Hôpital Saint-Jacques (Lage)                                    | PM25001873    | Inscrit        | 1978      |                |
| Hauptaltar mit Ausstattung                                                                | Altartisch, Tabernakel, Exposition, zwölf Skulpturen, Altarkreuz und -leuchter, zwei Skulpturennischen und ein Kirchenfenster; Stuck, Stein, Kupfer und Buntglas, 19. Jahrhundert                                                   | im Lycée Pasteur (Kapelle) (Lage)                                  | PM25001874    | Inscrit        | 1978      |                |
| Zwei Seitenaltäre                                                                         | zwei Retabel und drei Gemälde; Holz, Ölfarbe auf Leinwand, 19. Jahrhundert | im Lycée Pasteur (Kapelle) (Lage)                                  | PM25001875    | Inscrit        | 1978      |                |
| Zwei Altarleuchter                                                                        | Holz, vergoldet, 18. Jahrhundert | im Lycée Pasteur (Kapelle) (Lage)                                  | PM25001876    | Inscrit        | 1978      |                |
| Kirchenbänke                                                                              | Holz, 19. Jahrhundert | im Lycée Pasteur (Kapelle) (Lage)                                  | PM25001877    | Inscrit        | 1978      |                |
| Gemälde Verklärung Christi                                                                | Ölfarbe auf Leinwand, 18. Jahrhundert; nach Raffael | im EHPAD Bellevaux (Kapelle) (Lage)                                | PM25001878    | Inscrit        | 1980      |                |
| Pietà                                                                                     | Holz, 16. Jahrhundert | in der Kapelle des Grand Séminaire (Lage)                          | PM25001879    | Inscrit        | 1982      |                |
| Linker Seitenaltar                                                                        | Altartisch, Retabel und Gemälde; Holz, farbig gefasst und vergoldet, 18. Jahrhundert, sowie Ölfarbe auf Leinwand, 1901 von Louis Eugène Baille                                                                                      | in der Kapelle des Grand Séminaire (Lage)                          | PM25001880    | Inscrit        | 1982      |                |
| Seitenaltar                                                                               | zweiter Altar auf der rechten Seite; Altartisch, Retabel und Gemälde; Holz, Marmor, erste Hälfte des 19. Jahrhunderts, Ölfarbe auf Leinwand, 1844 von Xavier Bourges                                                                | in der Kapelle des Grand Séminaire (Lage)                          | PM25001881    | Inscrit        | 1984      |                |
| Seitenaltar                                                                               | dritter Altar auf der rechten Seite; Altartisch, Altarkreuz und zwei Altarleuchter; Holz, farbig gefasst und vergoldet, 18. und 19. Jahrhundert                                                                                     | in der Kapelle des Grand Séminaire (Lage)                          | PM25001882    | Inscrit        | 1984      |                |
| Gemälde Tod des heiligen Franz Xaver                                                      | Ölfarbe auf Leinwand, 19. Jahrhundert | in der Kapelle des Grand Séminaire (Lage)                          | PM25001883    | Inscrit        | 1989      |                |
| Schrank                                                                                   | Holz, 18. Jahrhundert | im Grand Séminaire (Lage)                                          | PM25001884    | Inscrit        | 1984      |                |
| Gemälde Tod des heiligen Franz Xaver                                                      | Ölfarbe auf Leinwand, vergoldeter Holzrahmen, 18. Jahrhundert | im Grand Séminaire (Lage)                                          | PM25001885    | Inscrit        | 1984      |                |
| Gemälde Porträt eines Mannes                                                              | Ölfarbe auf Leinwand, vergoldeter Holzrahmen, Ende des 18. Jahrhunderts | im Hôtel de Courbouzon (Lage)                                      | PM25001886    | Inscrit        | 1984      |                |
| Gemälde Porträt eines Mannes                                                              | Ölfarbe auf Leinwand, vergoldeter Holzrahmen, 18. Jahrhundert | im Hôtel de Courbouzon (Lage)                                      | PM25001887    | Inscrit        | 1984      |                |
| Gemälde Porträt von Jean de Courvoisier                                                   | Ölfarbe auf Leinwand, vergoldeter Holzrahmen, erste Hälfte des 19. Jahrhunderts | im Hôtel de Courbouzon (Lage)                                      | PM25001888    | Inscrit        | 1984      |                |
| Altarkreuz                                                                                | Holz, farbig gefasst und vergoldet, 19. Jahrhundert | in der Kathedrale St-Jean-et-St-Étienne (Schatzkammer) (Lage)      | PM25001889    | Inscrit        | 1987      |                |
| Kelch                                                                                     | Zinn, Ende des 18. Jahrhunderts | in der Kathedrale St-Jean-et-St-Étienne (Schatzkammer) (Lage)      | PM25001890    | Inscrit        | 1989      |                |
| Zwei Messkännchen                                                                         | Zinn, Ende des 18. Jahrhunderts | in der Kathedrale St-Jean-et-St-Étienne (Schatzkammer) (Lage)      | PM25001891    | Inscrit        | 1989      |                |
| Reliquienmonstranz                                                                        | Zinn, Ende des 18. Jahrhunderts | in der Kathedrale St-Jean-et-St-Étienne (Schatzkammer) (Lage)      | PM25001892    | Inscrit        | 1989      |                |
| Skulptur Madonna mit Kind                                                                 | Holz, 14. Jahrhundert | im Hôtel Boistouset (Lage)                                         | PM25001893    | Inscrit        | 1987      |                |
| Gemälde Burg mit Zugbrücke                                                                | Ölfarbe auf Leinwand, 19. Jahrhundert | im Hôtel Boistouset (Lage)                                         | PM25001894    | Inscrit        | 1987      |                |
| Orgel                                                                                     | Haupteintrag für PM25000379 | im Collège Victor-Hugo (Kapelle) (Lage)                            | PM25002498    | Classé         | 1980      |                |
| Instrumentalteil der Orgel                                                                | vermutlich aus dem 18. Jahrhundert | im Collège Victor-Hugo (Kapelle) (Lage)                            | PM25000379    | Classé         | 1980      |                |
| Chororgel                                                                                 | Haupteintrag für PM25000381 | in der Basilika Sts-Ferréol-et-Ferjeux (Lage)                      | PM25002499    | Classé         | 1984      |                |
| Instrumentalteil der Chororgel                                                            | aus der Mitte des 19. Jahrhunderts | in der Basilika Sts-Ferréol-et-Ferjeux (Lage)                      | PM25000381    | Classé         | 1984      |                |
| Chororgel                                                                                 | Haupteintrag für PM25000138 | in der Kathedrale St-Jean-et-St-Étienne (Lage)                     | PM25002500    | Classé         | 1976      |                |
| Instrumentalteil der Chororgel                                                            | 1764 von Karl Joseph Riepp gebaut, wiederholt ergänzt | in der Kathedrale St-Jean-et-St-Étienne (Lage)                     | PM25000138    | Classé         | 1976      |                |
| Orgel                                                                                     | Haupteintrag für PM25000344 | im Hôpital Saint-Jacques (Kapelle Notre-Dame-du-Refuge) (Lage)     | PM25002501    | Classé         | 1916      |                |
| Orgelprospekt                                                                             | 1899 von Jean Baptiste Ghys gebaut | im Hôpital Saint-Jacques (Kapelle Notre-Dame-du-Refuge) (Lage)     | PM25000344    | Classé         | 1916      |                |
| Orgel                                                                                     | Ensemble aus PM25000242 und PM25001477 | in der Kirche Ste-Madeleine (Lage)                                 | PM25002502    | Classé         | 1930 1973 | weitere Bilder |
| Orgelprospekt                                                                             | 1848 bis 1850 von Claude-Ignace Callinet gebaut | in der Kirche Ste-Madeleine (Lage)                                 | PM25001477    | Classé         | 1930      | weitere Bilder |
| Instrumentalteil der Orgel                                                                | 1848 bis 1850 von Claude-Ignace Callinet gebaut, mehrfach erweitert | in der Kirche Ste-Madeleine (Lage)                                 | PM25000242    | Classé         | 1973      | weitere Bilder |
| Orgel                                                                                     | Haupteintrag für PM25000271 | in der Kirche Sacré-Cœur (Lage)                                    | PM25002503    | Classé         | 1988      |                |
| Instrumentalteil der Orgel                                                                | zwischen 1838 und 1844 durch Claude-Ignace Callinet für die Eudisten-Kapelle gebaut, 1911 in den Kursaal versetzt, 1925 in die Kirche Sacré-Cœur                                                                                    | in der Kirche Sacré-Cœur (Lage)                                    | PM25000271    | Classé         | 1988      |                |
| Orgel                                                                                     | Haupteintrag für PM25000274 | in der Kirche St-Ésprit (Lage)                                     | PM25002504    | Classé         | 1972      |                |
| Instrumentalteil der Orgel                                                                | 1837 durch Callinet Frères gebaut | in der Kirche St-Ésprit (Lage)                                     | PM25000274    | Classé         | 1972      |                |
| Orgel                                                                                     | Haupteintrag für PM25000209 | in der Kirche Notre-Dame (Lage)                                    | PM25002505    | Classé         | 1984      |                |
| Instrumentalteil der Orgel                                                                | im Kern aus dem 18. Jahrhundert, 1835 von Charles Verschneider erweitert | in der Kirche Notre-Dame (Lage)                                    | PM25000209    | Classé         | 1984      |                |
| Orgel                                                                                     | Ensemble aus PM25000219 und PM25001858; abgebaut und in der Kirche St-Louis in Montrapon aufgestellt | in der Kirche St-François-Xavier (Lage)                            | PM25002506    | Inscrit Classé | 1974 1977 |                |
| Orgelprospekt                                                                             | von Karl Joseph Riepp im 18. Jahrhundert gebaut, durch Joseph Rabiny und François Callinet überarbeitet; abgebaut und in der Kirche St-Louis in Montrapon aufgestellt                                                               | in der Kirche St-François-Xavier (Lage)                            | PM25001858    | Inscrit        | 1974      |                |
| Instrumentalteil der Orgel                                                                | von Karl Joseph Riepp im 18. Jahrhundert gebaut, durch Joseph Rabiny und François Callinet überarbeitet; abgebaut und in der Kirche St-Louis in Montrapon aufgestellt                                                               | in der Kirche St-François-Xavier (Lage)                            | PM25000219    | Classé         | 1977      |                |
| Orgel                                                                                     | Haupteintrag für PM25000259 | in der Kirche St-Maurice (Lage)                                    | PM25002507    | Classé         | 1980      | weitere Bilder |
| Instrumentalteil der Orgel                                                                | 1808 von Joseph Callinet gebaut, mehrfach erweitert | in der Kirche St-Maurice (Lage)                                    | PM25000259    | Classé         | 1980      |                |
| Orgel                                                                                     | Ensemble aus PM25000267 und PM25001478 | in der Kirche St-Pierre (Lage)                                     | PM25002508    | Classé         | 1942 1984 | weitere Bilder |
| Orgelprospekt                                                                             | 1811 von François Callinet gebaut | in der Kirche St-Pierre (Lage)                                     | PM25001478    | Classé         | 1984      | weitere Bilder |
| Instrumentalteil der Orgel                                                                | 1811 von François Callinet gebaut, mehrfach ergänzt | in der Kirche St-Pierre (Lage)                                     | PM25000267    | Classé         | 1942      |                |
| Astrolabium nach René Baillaud                                                            | 1933 gebaut | im Observatorium (Lage)                                            | PM25002522    | Classé         | 2019      |                |
| Stréphoscope universel nach Louis Jules Gruey                                             | mit Behälter; 1883 gebaut | im Observatorium (Lage)                                            | PM25002523    | Classé         | 2019      |                |
| Altazimutales Fernrohr                                                                    | 1889 gebaut | im Observatorium (Lage)                                            | PM25002524    | Classé         | 2019      |                |
| Meridiankreis                                                                             | 1885 gebaut | im Observatorium (Lage)                                            | PM25002525    | Classé         | 2019      |                |
| Astronomische Uhr Fénon Nr. 45 „La Princesse“                                             | zwischen 1884 und 1892 gebaut | im Observatorium (Lage)                                            | PM25002526    | Classé         | 2019      |                |
| Astronomische Uhr Fénon Nr. 113                                                           | vor 1893 gebaut; im Musée du Temps deponiert | im Observatorium (Lage)                                            | PM25002527    | Classé         | 2019      |                |
| Astronomische Uhr Fénon Nr. 114                                                           | um 1890 gebaut; im Musée du Temps deponiert | im Observatorium (Lage)                                            | PM25002528    | Classé         | 2019      |                |
| Astronomische Uhr Fénon Nr. 120                                                           | 1893 gebaut | im Observatorium (Lage)                                            | PM25002529    | Classé         | 2019      |                |
| Astronomische Uhr Leroy Nr. 1157                                                          | Ende des 19. Jahrhunderts gebaut | im Observatorium (Lage)                                            | PM25002530    | Classé         | 2019      |                |
| Astronomische Uhr Leroy Nr. 16419                                                         | Ende des 19. Jahrhunderts gebaut | im Observatorium (Lage)                                            | PM25002531    | Classé         | 2019      |                |
| Astronomische Präzisionsuhr Leroy Nr. 1450                                                | 1932 gebaut; im Musée du Temps deponiert | im Observatorium (Lage)                                            | PM25002532    | Classé         | 2019      |                |
| Astronomische Präzisionsuhr Leroy Nr. 1600                                                | 1937 gebaut | im Observatorium (Lage)                                            | PM25002533    | Classé         | 2019      |                |
| Astronomische Präzisionsuhr Leroy Nr. 1723                                                | 1942 gebaut; im Musée du Temps deponiert | im Observatorium (Lage)                                            | PM25002534    | Classé         | 2019      |                |
| Astronomische Präzisionsuhr Leroy Nr. 1769                                                | 1955 gebaut | im Observatorium (Lage)                                            | PM25002535    | Classé         | 2019      |                |
| Präzisionspendeluhr Ligier                                                                | vermutlich aus dem ersten Viertel des 20. Jahrhunderts | im Observatorium (Lage)                                            | PM25002537    | Classé         | 2019      |                |
| Zwei Glasschränke mit Temperaturregelung                                                  | 1904 gebaut | im Observatorium (Lage)                                            | PM25002537    | Classé         | 2019      |                |
| Chronograph Secrétan                                                                      | wohl kurz vor 1900 gebaut | im Observatorium (Lage)                                            | PM25002538    | Classé         | 2019      |                |
| Chronograph Gautier                                                                       | 1905 gebaut | im Observatorium (Lage)                                            | PM25002539    | Classé         | 2019      |                |
| Chronograph Prin                                                                          | nach 1909 gebaut | im Observatorium (Lage)                                            | PM25002540    | Classé         | 2019      |                |
| Chronograph Belin 1955                                                                    | 1955 gebaut | im Observatorium (Lage)                                            | PM25002541    | Classé         | 2019      |                |
| Chronograph Belin 4V45                                                                    | zwischen 1936 und 1938 gebaut | im Observatorium (Lage)                                            | PM25002542    | Classé         | 2019      |                |
| Chronograph Belin Nr. 14384                                                               | aus den 1920er Jahren | im Observatorium (Lage)                                            | PM25002543    | Classé         | 2019      |                |
| Chronograph Belin Nr. 75904                                                               | aus den 1930er Jahren | im Observatorium (Lage)                                            | PM25002544    | Classé         | 2019      |                |
| Chronograph Beckman-Berkeley                                                              | 1960 gebaut | im Observatorium (Lage)                                            | PM25002545    | Classé         | 2019      |                |
| Chronograph Ebauches-Beckmann                                                             | 1963 gebaut | im Observatorium (Lage)                                            | PM25002546    | Classé         | 2019      |                |
| Drei Chronographen Omega Time Recorder                                                    | eines 1958 und zwei 1966 gebaut | im Observatorium (Lage)                                            | PM25002547    | Classé         | 2019      |                |
| Bischofsstab von Louis-François-Auguste de Rohan-Chabot                                   | Metall, vergoldet, Stoff, Glas, um 1829 | in der Kathedrale St-Jean-et-St-Étienne (Lage)                     | PM25002548    | Inscrit        | 2020      |                |
| Kruzifixus                                                                                | Kupfer, vergoldet und emailiert, 13. Jahrhundert | in der Kathedrale St-Jean-et-St-Étienne (Lage)                     | PM25002550    | Inscrit        | 2020      |                |
| Pyxis                                                                                     | Kupfer, vergoldet, 13. oder 14. Jahrhundert | in der Kathedrale St-Jean-et-St-Étienne (Lage)                     | PM25002551    | Inscrit        | 2020      |                |
| Bischofsstab von François-Léon Gauthey                                                    | Metall, vergoldet, Anfang des 20. Jahrhunderts | in der Kathedrale St-Jean-et-St-Étienne (Lage)                     | PM25002554    | Inscrit        | 2020      |                |
| Prozessionskreuz von François-Léon Gauthey                                                | Metall, vergoldet, Anfang des 20. Jahrhunderts | in der Kathedrale St-Jean-et-St-Étienne (Lage)                     | PM25002555    | Inscrit        | 2020      |                |
| Bischofsstab von François-Léon Gauthey                                                    | Silber und Metall, vergoldet, um 1900, Goldschmied Thomas-Joseph Armand-Calliat | in der Kathedrale St-Jean-et-St-Étienne (Lage)                     | PM25002558    | Inscrit        | 2020      |                |
| Bischofsstab von Maurice Dubourg                                                          | Bronze, vergoldet, Elfenbein, um 1930 | in der Kathedrale St-Jean-et-St-Étienne (Lage)                     | PM25002559    | Inscrit        | 2020      |                |
| Prozessionskreuz                                                                          | Silber und Metall, vergoldet, zwischen 1819 und 1838 | in der Kathedrale St-Jean-et-St-Étienne (Lage)                     | PM25002563    | Inscrit        | 2020      |                |
| Padiglione                                                                                | Holz, Stoff, erste Hälfte des 20. Jahrhunderts | in der Kathedrale St-Jean-et-St-Étienne (Lage)                     | PM25002565    | Inscrit        | 2020      |                |
| Mitra von Maurice Dubourg                                                                 | Stoff, bestickt, Mitte des 20. Jahrhunderts | in der Kathedrale St-Jean-et-St-Étienne (Lage)                     | PM25002568    | Classé         | 2025      |                |
| Altargeschirr                                                                             | Kelch, Patene, kerzenhalter, Glöckchen, Tablett mit zwei Messkännchen, Tablett mit zwei Salbölgefäßen, Wasserkanne, Handwaschschale und Transportkoffer; Silber, vergoldet, zwischen 1819 und 1838, Goldschmied Jean-Charles Cahier | in der Kathedrale St-Jean-et-St-Étienne (Lage)                     | PM25002569    | Inscrit        | 2020      |                |
| Drei Kanontafeln                                                                          | Tusche auf Vellum, vergoldete Holzrahmen, um 1720 | in der Kathedrale St-Jean-et-St-Étienne (Lage)                     | PM25002571    | Inscrit        | 2020      |                |
| Denier estevenant von Hugo III. von Burgund                                               | Silber, zwischen 1085 und 1100 geprägt | in der Kathedrale St-Jean-et-St-Étienne (Lage)                     | PM25002574    | Inscrit        | 2020      |                |
| Münze                                                                                     | Silber, Ende des 11. Jahrhunderts, in Besançon geprägt | in der Kathedrale St-Jean-et-St-Étienne (Lage)                     | PM25002575    | Inscrit        | 2020      |                |
| Siegelmatriz des Verwalters des Fabrikgut der Kathedrale                                  | Metall, 14. Jahrhundert | in der Kathedrale St-Jean-et-St-Étienne (Lage)                     | PM25002576    | Inscrit        | 2020      |                |
| Skulptur eines Trauernden                                                                 | Stein, Mitte des 15. Jahrhunderts | in der Kathedrale St-Jean-et-St-Étienne (Lage)                     | PM25002577    | Inscrit        | 2020      |                |
| Skulptur Reuiger Schächer                                                                 | Elfenbein, ehemals bemalt, 15. Jahrhundert | in der Kathedrale St-Jean-et-St-Étienne (Lage)                     | PM25002578    | Inscrit        | 2020      |                |
| Pyxis                                                                                     | Kupfer, vergoldet, 14. Jahrhundert | in der Kathedrale St-Jean-et-St-Étienne (Lage)                     | PM25002579    | Inscrit        | 2020      |                |
| Salbölgefäß                                                                               | Silber, vergoldet, Ende des 17. Jahrhunderts, Goldschmied Pierre-François Gounot | in der Kathedrale St-Jean-et-St-Étienne (Lage)                     | PM25002582    | Inscrit        | 2020      |                |
| Caravacakreuz                                                                             | angeblich von Thiébaud de Rougemont; Kupfer, 17. oder 18. Jahrhundert (?) | in der Kathedrale St-Jean-et-St-Étienne (Lage)                     | PM25002583    | Inscrit        | 2020      |                |
| Monstranz von Ludwig XIV.                                                                 | Silber, vergoldet, gemarkt 1703, Goldschmied Simon Arbilleur | in der Kathedrale St-Jean-et-St-Étienne (Lage)                     | PM25002584    | Inscrit        | 2020      |                |
| Kelch                                                                                     | Silber, vergoldet, Fuß und Stiel um 1703, Goldschmied Pierre-François Gounot, Kuppa aus dem 19. Jahrhundert | in der Kathedrale St-Jean-et-St-Étienne (Lage)                     | PM25002585    | Inscrit        | 2020      |                |
| Kelch                                                                                     | Silber und Metall, vergoldet, um 1705, Goldschmied François Bernardet | in der Kathedrale St-Jean-et-St-Étienne (Lage)                     | PM25002586    | Inscrit        | 2020      |                |
| Zwei Reliefs: Christi Geburt und Kreuzabnahme                                             | Elfenbein, Stoff, Holzrahmen, 18. Jahrhundert; eines nach Charles Le Brun | in der Kathedrale St-Jean-et-St-Étienne (Lage)                     | PM25002587    | Inscrit        | 2020      |                |
| Skulptur Madonna von Letizia Buonaparte                                                   | Elfenbein, 17. Jahrhundert | in der Kathedrale St-Jean-et-St-Étienne (Lage)                     | PM25002588    | Inscrit        | 2020      |                |
| Zierschale                                                                                | Silber, vergoldet, zwischen 1819 und 1838, Goldschmied Jean-Charles Cahier | in der Kathedrale St-Jean-et-St-Étienne (Lage)                     | PM25002590    | Inscrit        | 2020      |                |
| Tablett miz zwei Salbölgefäßen                                                            | Silber, vergoldet, zwischen 1819 und 1838, Goldschmiede Jean-Charles Cahier und Alexandre Thierry | in der Kathedrale St-Jean-et-St-Étienne (Lage)                     | PM25002591    | Inscrit        | 2020      |                |
| Zwei Dosen für Salböle                                                                    | mit Etui; Silber, vergoldet, Anfang des 19. Jahrhunderts | in der Kathedrale St-Jean-et-St-Étienne (Schatzkammer) (Lage)      | PM25002592    | Classé         | 2025      |                |
| Bischofs- oder Abtsring                                                                   | Gold, Achat, Anfang des 19. Jahrhunderts | in der Kathedrale St-Jean-et-St-Étienne (Lage)                     | PM25002593    | Classé         | 2025      |                |
| Messgeschirr von Joseph-Marie-Louis Humbrecht                                             | Handwaschbecken mit Kanne, Kerzenhalter, Tonsurschere mit Schale, Tablett mit zwei Salbölgefäßen; Silber, vergoldet, Bronze, vergoldet und emailliert, zweite Hälfte des 19. Jahrhunderts, Goldschmied Thomas-Joseph Armand-Calliat | im Hôtel Boistouset (Lage)                                         | PM25002595    | Inscrit        | 2020      |                |
| Messgeschirr von Louis-François-Auguste de Rohan-Chabot                                   | Kelch, Patene und Tablett mit zwei Messkännchen; Silber, vergoldet, teilweise mit Edelsteinen und Porzellanbildern besetzt, datiert 1820, Goldschmied Jean-Charles Cahier                                                           | in der Kathedrale St-Jean-et-St-Étienne (Schatzkammer) (Lage)      | PM25002596    | Classé         | 2025      |                |
| Drei Salbölgefäße                                                                         | Silber, vergoldet, um 1819, Goldschmied Jean-Charles Cahier | im Hôtel Boistouset (Lage)                                         | PM25002597    | Inscrit        | 2020      |                |
| Salbölgefäß                                                                               | Silber, 18. Jahrhundert | im Hôtel Boistouset (Lage)                                         | PM25002598    | Inscrit        | 2020      |                |
| Zierschale                                                                                | Metall, vergoldet, zwischen 1829 und 1833 | im Hôtel Boistouset (Lage)                                         | PM25002599    | Inscrit        | 2020      |                |
| Runde Pyxis                                                                               | Kupfer, vergoldet, 12. oder 13. Jahrhundert | im Hôtel Boistouset (Lage)                                         | PM25002601    | Inscrit        | 2020      |                |
| Brustkreuz                                                                                | mit Etui; Gold, Halbedelsteine, Glas, bezeichnet 1871 | im Hôtel Boistouset (Lage)                                         | PM25002603    | Inscrit        | 2020      |                |
| Brustkreuz von Pierre-François Hugon                                                      | Gold, Anfang des 18. Jahrhunderts | im Hôtel Boistouset (Lage)                                         | PM25002604    | Inscrit        | 2020      |                |
| Brustkreuz von René-Nicolas Sergent                                                       | Gold, Mitte des 19. Jahrhunderts | im Hôtel Boistouset (Lage)                                         | PM25002605    | Inscrit        | 2020      |                |
| Bildstickerei Anbetung des Grabtuchs von Besançon                                         | Seide, bestickt, 28. Jahrhundert | im Hôtel Boistouset (Lage)                                         | PM25002608    | Inscrit        | 2020      |                |
| Mitra von Claude Le Coz                                                                   | Stoff, bestickt und mit Glas und Edelsteinen besetzt, um 1800 | im Hôtel Boistouset (Lage)                                         | PM25002613    | Inscrit        | 2020      |                |
| Skulptur Heilige Katharina von Alexandrien                                                | Nussbaumholz, farbig gefasst, Anfang des 16. Jahrhunderts | im Hôtel Boistouset (Lage)                                         | PM25002614    | Inscrit        | 2020      |                |
| Relief Christi Geburt                                                                     | Alabaster, Vergoldet, Holzrahmen, Ende des 16. Jahrhunderts, Bildhauer Tobias Tissenaken | im Hôtel Boistouset (Lage)                                         | PM25002615    | Inscrit        | 2020      |                |
| Truhe für das Schweißtuch von Besançon                                                    | Holz, bemalt, Metall, vergoldet, Stoff, 15. Jahrhundert | in der Kathedrale St-Jean-et-St-Étienne (Lage)                     | PM25002616    | Classé         | 2025      |                |
| Skulptur Madonna mit Kind                                                                 | Holz, farbig gefasst und vergoldet, um 1400 | im Hôtel Boistouset (Lage)                                         | PM25002617    | Inscrit        | 2020      |                |
| Zwei Skulpturen: Mater dolorosa und Johannes Evangelist                                   | Holz, farbig gefasst, um 1520 | im Hôtel Boistouset (Lage)                                         | PM25002618    | Inscrit        | 2020      |                |
| Gemälde Porträt von papst Benedikt XIV.                                                   | Ölfarbe auf Leinwand, vergoldeter Holzrahmen, 1740 von Pierre Subleyras | in der Kathedrale St-Jean-et-St-Étienne (Lage)                     | PM25002619    | Classé         | 2025      |                |
| Gemälde Porträt von Raymond de Durfort                                                    | Ölfarbe auf Leinwand, vergoldeter Holzrahmen, um 1830; nach Johann Melchior Wyrsch | im Hôtel Boistouset (Lage)                                         | PM25002620    | Inscrit        | 2020      |                |
| Gemälde Kreuzigung                                                                        | Ölfarbe auf Leinwand, Holzrahmen, 16. Jahrhundert | im Hôtel Boistouset (Lage)                                         | PM25002621    | Inscrit        | 2020      |                |
| Gerahmtes Kruzifix                                                                        | Elfenbein, Holz, vergoldet, Stoff, 17. Jahrhundert, Elfenbeinschnitzer Jean Gaulette | in der Kathedrale St-Jean-et-St-Étienne (Lage)                     | PM25002728    | Classé         | 2025      |                |
| Messgeschirr von Maurice Dubourg                                                          | Wasserkanne, Handwaschbecken, Tablett und Kerzenständer; Bronze, vergoldet, erste Hälfte des 20. Jahrhunderts | in der Kathedrale St-Jean-et-St-Étienne (Lage)                     | PM25002772    | Classé         | 2025      |                |
| Messgeschirr aus dem Ersten Weltkrieg                                                     | Kelch, Paten und Ziborium (mit Haube); Kupfer, vergoldet, Glas, Seide, bestickt, ziwschen 1914 und 1918 | in der Kathedrale St-Jean-et-St-Étienne (Lage)                     | PM25002773    | Inscrit        | 2020      |                |
| Kelch aus der Revolutionszeit                                                             | Glas, nach 1789 | in der Kathedrale St-Jean-et-St-Étienne (Lage)                     | PM25002774    | Inscrit        | 2020      |                |
| Brustkreuz eines Domkapitulars                                                            | Metall, vergoldet und emailiert, nach 1867 | in der Kathedrale St-Jean-et-St-Étienne (Lage)                     | PM25002775    | Inscrit        | 2020      |                |
| Petschaft von Maurice Dubourg                                                             | mit Etui; Silber, vergoldet, Elfenbein, erste Hälfte des 20. Jahrhunderts | in der Kathedrale St-Jean-et-St-Étienne (Lage)                     | PM25002777    | Classé         | 2025      |                |
| Brustkreuz von Maurice Dubourg                                                            | Silber, vergoldet, zweite Hälfte des 19. Jahrhunderts, Goldschmied Thomas-Joseph Armand-Caillat, Umarbeitung bezeichnet 1933 | in der Kathedrale St-Jean-et-St-Étienne (Lage)                     | PM25002778    | Classé         | 2025      |                |
| Bischofsring von Maurice Dubourg                                                          | mit Uhr; Silber, vergoldet, Glas, 1930er Jahre | in der Kathedrale St-Jean-et-St-Étienne (Lage)                     | PM25002785    | Classé         | 2025      |                |
| Gemälde Mariä Verkündigung                                                                | Ölfarbe auf Holz, 19. Jahrhundert; nach Juan Correa de Vivar | im Hôtel Boistouset (Lage)                                         | PM25002798    | Inscrit        | 2020      |                |
| Gemälde Auferweckung des Lazarus                                                          | Ölfarbe auf Leinwand, 18. Jahrhundert, Jean-Baptiste Deshays zugeschrieben | im Hôtel Boistouset (Lage)                                         | PM25002799    | Inscrit        | 2020      |                |
| Reliquiar                                                                                 | Kupfer, 15. Jahrhundert | in der Kathedrale St-Jean-et-St-Étienne (Lage)                     | PM25002808    | Inscrit        | 2020      |                |
| Reliquienmonstranz des heiligen Vinzenz                                                   | Silber, Glas, Stoff, Knochen, zwischen 1819 und 1838 | in der Kathedrale St-Jean-et-St-Étienne (Lage)                     | PM25002831    | Inscrit        | 2020      |                |
| Reliquienmonstranz                                                                        | Silber, Glas, nach 1838 | in der Kathedrale St-Jean-et-St-Étienne (Lage)                     | PM25002833    | Inscrit        | 2020      |                |
| Mobiliar des Parlamentssaals                                                              | zwei Kachelöfen mit Schutzgitter aus Eichenholz, sechs Bänke aus Eichenholz, neun Schreibtische und 32 Lehrnstühle, zwischen 1858 und 1864, die Stühle eventuell älter                                                              | im Palais de Justice (Lage)                                        | PM25002845    | Inscrit        | 2019      |                |
| Mobiliar der Salle Nodier                                                                 | gesamtes Mobiliar des Raumes, zwischen 1858 und 1864; einschließlich der sechs Kronleuchter, einer Wanduhr und einer Büste von Jean Gautherin                                                                                       | im Palais de Justice (Lage)                                        | PM25002846    | Inscrit        | 2019      |                |
| Mobiliar der Salle Richelieu                                                              | gesamtes Mobiliar des Raumes, zwischen 1858 und 1864; einschließlich eines Kronleuchters und einer Wanduhr | im Palais de Justice (Lage)                                        | PM25002847    | Inscrit        | 2019      |                |
| Mobiliar der Salle Stebdhal                                                               | gesamtes Mobiliar des Raumes, zwischen 1858 und 1864; einschließlich zweier Kronleuchter | im Palais de Justice (Lage)                                        | PM25002848    | Inscrit        | 2019      |                |
| Vier Bildtafeln für Prozessionskerzen                                                     | Blech, bemalt bzw. mit bemaltem Papier überzogen, erste Hälfte des 20. Jahrhunderts; zwei Tafeln nach Bartolomé Esteban Murillo | in der Kathedrale St-Jean-et-St-Étienne (Lage)                     | PM25002849    | Inscrit        | 2020      |                |
| Sessel von Louis-François-Auguste de Rohan-Chabot (?)                                     | Holz, vergoldet, Stoff, erste Hälfte des 19. Jahrhunderts | in der Kathedrale St-Jean-et-St-Étienne (Lage)                     | PM25002850    | Inscrit        | 2020      |                |
| Kruzifix                                                                                  | Holz, farbig gefasst, 16. Jahrhundert | in der Kathedrale St-Jean-et-St-Étienne (Lage)                     | PM25002851    | Inscrit        | 2020      |                |
| Tabor                                                                                     | Holz, vergoldet, 19. Jahrhundert | in der Kathedrale St-Jean-et-St-Étienne (Lage)                     | PM25002852    | Inscrit        | 2020      |                |
| Monstranz                                                                                 | Holz, vergoldet, Glas, 19. Jahrhundert | in der Kathedrale St-Jean-et-St-Étienne (Lage)                     | PM25002853    | Inscrit        | 2020      |                |
| Tintinabulum                                                                              | Holz, bemalt, Metall, erste Hälfte des 20. Jahrhunderts | in der Kathedrale St-Jean-et-St-Étienne (Lage)                     | PM25002854    | Inscrit        | 2020      |                |
| Vier Altarleuchter                                                                        | Bronze, vergoldet, erste Hälfte des 19. Jahrhunderts | in der Kathedrale St-Jean-et-St-Étienne (Lage)                     | PM25002856    | Inscrit        | 2020      |                |
| Prozessionskreuz                                                                          | Messing, vergoldet, 19. Jahrhundert | in der Kathedrale St-Jean-et-St-Étienne (Lage)                     | PM25002857    | Inscrit        | 2020      |                |
| Armreliquiar des heiligen Stefan                                                          | Silber, Edelsteine, bezeichnet 1848, Goldschmied Louis Bachelet | in der Kathedrale St-Jean-et-St-Étienne (Lage)                     | PM25002858    | Inscrit        | 2020      |                |
| Abhängling                                                                                | Holz, vergoldet, 18. Jahrhundert | in der Kathedrale St-Jean-et-St-Étienne (Lage)                     | PM25002859    | Inscrit        | 2020      |                |
| Patene                                                                                    | Silber, vergoldet, undatiert | in der Kathedrale St-Jean-et-St-Étienne (Lage)                     | PM25002860    | Inscrit        | 2020      |                |
| Tabor                                                                                     | Bronze, vergoldet, Holz, bemalt, Stoff, bezeichnet 1754 | in der Kathedrale St-Jean-et-St-Étienne (Lage)                     | PM25002861    | Inscrit        | 2020      |                |
| Sessel                                                                                    | Holz, vergoldet, 18. Jahrhundert | in der Kathedrale St-Jean-et-St-Étienne (Lage)                     | PM25002862    | Inscrit        | 2020      |                |
| Konsoltisch                                                                               | Holz, bemalt, Marmor, zweite Hälfte des 18. Jahrhunderts | in der Kathedrale St-Jean-et-St-Étienne (Lage)                     | PM25002863    | Inscrit        | 2020      |                |
| Kruzifix                                                                                  | Holz, farbig gefasst, 16. Jahrhundert | in der Kathedrale St-Jean-et-St-Étienne (Lage)                     | PM25002864    | Inscrit        | 2020      |                |
| Drei Reliquiare                                                                           | Holz, vergoldet, 18. Jahrhundert | in der Kathedrale St-Jean-et-St-Étienne (Lage)                     | PM25002866    | Inscrit        | 2020      |                |
| Sessel                                                                                    | Holz, bemalt und vergoldet, Stoff, 19. Jahrhundert | in der Kathedrale St-Jean-et-St-Étienne (Lage)                     | PM25002868    | Inscrit        | 2020      |                |
| Reliquiendöschen                                                                          | Bronze, vergoldet, Glas, 19. Jahrhundert | in der Kathedrale St-Jean-et-St-Étienne (Lage)                     | PM25002869    | Inscrit        | 2020      |                |
| Teppich                                                                                   | Wolle, Baumwolle, Leinen, 19. Jahrhundert | in der Kathedrale St-Jean-et-St-Étienne (Lage)                     | PM25002872    | Inscrit        | 2020      |                |
| Kelle und Hammer für eine Altar- oder Kirchweihe                                          | Silber, vergoldet, Holz, 19. Jahrhundert | in der Kathedrale St-Jean-et-St-Étienne (Lage)                     | PM25002873    | Inscrit        | 2020      |                |
| Gemälde Abraham mit den drei Engeln                                                       | Ölfarbe auf Leinwand, erste Hälfte des 17. Jahrhunderts, aus der Schule von Simon Vouet | im Hôtel Boistouset (Lage)                                         | PM25002876    | Inscrit        | 2020      |                |
| Gemälde Mystische Hochzeit der heiligen Katharina von Siena                               | Ölfarbe auf Leinwand, vergoldeter Holzrahmen, Ende des 17. Jahrhunderts, von Lazzaro Baldi | im Hôtel Boistouset (Lage)                                         | PM25002877    | Inscrit        | 2020      |                |
| Gemälde Madonna mit Kind, heiliger Anna und Johannesknaben                                | | im Hôtel Boistouset (Lage)                                         | PM25002878    | Inscrit        | 2020      |                |
| Gemälde Schwarze Madonna von Einsiedeln                                                   | Ölfarbe auf Leinwand, um 1800 | im Hôtel Boistouset (Lage)                                         | PM25002879    | Inscrit        | 2020      |                |
| Gemälde Mystische Hochzeit der heiligen Katharina                                         | Ölfarbe auf Leinwand, vergoldeter Holzrahmen, 17. Jahrhundert | im Hôtel Boistouset (Lage)                                         | PM25002880    | Inscrit        | 2020      |                |
| Gemälde Gedenkblatt für gefallene Geistliche                                              | Ölfarbe auf Leinwand, Holzrahmen, 1921 von Pierre Pfister | im Hôtel Boistouset (Lage)                                         | PM25002881    | Inscrit        | 2020      |                |
| 15 Korporalbursen                                                                         | Seide oder Baumwolle, bestickt oder bedruckt, spätes 18. und 19. Jahrhundert | im Hôtel Boistouset (Lage)                                         | PM25002882    | Inscrit        | 2020      |                |
| Kelch und Patene                                                                          | Zinn, vor 1793 | im Hôtel Boistouset (Lage)                                         | PM25002883    | Inscrit        | 2020      |                |
| Kelch und Patene von Antoine-Sylvestre Receveur                                           | Zinn, um 1800 | im Hôtel Boistouset (Lage)                                         | PM25002884    | Inscrit        | 2020      |                |
| Tablett mit zwei Messkännchen                                                             | Zinn, um 1800 | im Hôtel Boistouset (Lage)                                         | PM25002885    | Inscrit        | 2020      |                |
| Reliquiar der königlichen Familie                                                         | Pappe, Papier, Metall und Holz, vergoldet, Glas, datiert 1818 | in der Kathedrale St-Jean-et-St-Étienne (Lage)                     | PM25002886    | Classé         | 2025      |                |
| Ziborium                                                                                  | Silber, vergoldet, Ende des 18. Jahrhunderts | im Hôtel Boistouset (Lage)                                         | PM25002887    | Inscrit        | 2020      |                |
| Vier Kantorenstäbe                                                                        | Silber, 18. Jahrhundert | in der Kathedrale St-Jean-et-St-Étienne (Lage)                     | PM25002889    | Inscrit        | 2020      |                |
| Vier Brustkreuze                                                                          | | im Hôtel Boistouset (Lage)                                         | PM25002890    | Inscrit        | 2020      |                |
| Skulptur Gnadenthron                                                                      | Nussbaumholz, farbig gefasst, um 1600 | im Hôtel Boistouset (Lage)                                         | PM25002891    | Inscrit        | 2020      |                |
| Zwei Salbölbehälter                                                                       | aus dem 18. Jahrhundert | im Hôtel Boistouset (Lage)                                         | PM25002892    | Inscrit        | 2020      |                |
| Reliquienmonstranz aus Saint-Point                                                        | Silber, Metall, versilbert, Perlen, Glas, Fuß zwischen 1798 und 1809, Reliquiar älter | im Hôtel Boistouset (Lage)                                         | PM25002893    | Inscrit        | 2020      |                |
| Reliquienmonstranz des Seligen Jean-Joseph Lataste                                        | Kupfer, vergoldet, Glas, 16. Jahrhundert; bezeichnet 2012 (Seligsprechung) | im Hôtel Boistouset (Lage)                                         | PM25002894    | Inscrit        | 2020      |                |
| Tablett mit zwei Messkännchen                                                             | Silber, vergoldet, 18. Jahrhundert | in der Kathedrale St-Jean-et-St-Étienne (Lage)                     | PM25002895    | Inscrit        | 2020      |                |
| Reliquienkästchen                                                                         | Bronze, vergoldet, Glas, Wach, datiert 1833 | in der Kathedrale St-Jean-et-St-Étienne (Lage)                     | PM25002896    | Inscrit        | 2020      |                |
| Gemälde Vision des heiligen Franz von Paola                                               | Ölfarbe auf Leinwand, 18. Jahrhundert | im Hôtel Boistouset (Lage)                                         | PM25002897    | Inscrit        | 2020      |                |
| Gemälde Porträt von Antoine-Pierre de Grammont                                            | Ölfarbe auf Leinwand, nach 1662 | im Hôtel Boistouset (Lage)                                         | PM25002899    | Inscrit        | 2020      |                |
| Gemälde Porträt von Antoine Clairiard de Choiseul de Beaupré                              | Ölfarbe auf Leinwand, vergoldter Holzrahmen, nach 1761 | im Hôtel Boistouset (Lage)                                         | PM25002900    | Inscrit        | 2020      |                |
| Gemälde Porträt von Gabriel Cortois de Pressigny                                          | Ölfarbe auf Leinwand, 1826 von Antoine Borel | im Hôtel Boistouset (Lage)                                         | PM25002902    | Inscrit        | 2020      |                |
| Gemälde Porträt von Paul-Ambroise Frère de Villefrancon                                   | Ölfarbe auf Leinwand, vergoldeter Holzrahmen, Anfang des 19. Jahrhunderts | im Hôtel Boistouset (Lage)                                         | PM25002903    | Inscrit        | 2020      |                |
| Gemälde Porträt von Césaire Mathieu                                                       | Ölfarbe auf Leinwand, vergoldeter Holzrahmen, zwischen 1850 und 1875 | im Hôtel Boistouset (Lage)                                         | PM25002904    | Inscrit        | 2020      |                |
| Gemälde Porträt von Joseph-Marie-Louis Humbrecht                                          | Ölfarbe auf Leinwand, vergoldeter Holzrahmen, 1921 von Pierre Pfister | im Hôtel Boistouset (Lage)                                         | PM25002905    | Inscrit        | 2020      |                |
| Skulpturengruppe Dreifaltigkeit                                                           | Holz, farbig gefasst und vergoldet, 18. Jahrhundert | im Gebäude 14 rue de la Convention (Lage)                          | PM25002907    | Inscrit        | 2020      |                |
| Skulptur eines Heiligen                                                                   | Holz, farbig gefasst, 17. Jahrhundert | im Gebäude 14 rue de la Convention (Lage)                          | PM25002908    | Inscrit        | 2020      |                |
| Skulptur Heiliger mit Buch                                                                | Holz, 17. Jahrhundert | im Hôtel Boistouset (Lage)                                         | PM25002911    | Inscrit        | 2020      |                |
| Gemälde Heilige Familie                                                                   | Ölfarbe auf Leinwand, vergoldeter Holzrahmen, 1747 von Adrien Richard | im Hôtel Boistouset (Lage)                                         | PM25002914    | Inscrit        | 2020      |                |
| Gemälde Beweinung Christi                                                                 | Ölfarbe auf Leinwand, vergoldeter Holzrahmen, 1689 von Jean-François Baudot | im Hôtel Boistouset (Lage)                                         | PM25002915    | Inscrit        | 2020      |                |
| Skulptur Madonna mit Kind aus Montaigu                                                    | Holz, 16. Jahrhundert, Ebenholz-Sockel jünger | im Hôtel Boistouset (Lage)                                         | PM25002917    | Inscrit        | 2020      |                |
| Gemälde Anbetung der Könige                                                               | Ölfarbe auf Leinwand, vergoldeter Holzrahmen, erste Hälfte des 17. Jahrhunderts | in der Kathedrale St-Jean-et-St-Étienne (Schatzkammer) (Lage)      | PM25002918    | Classé         | 2025      |                |
| Gemälde Heiliger Hieronymus                                                               | Ölfarbe auf Leinwand, vergoldeter Holzrahmen, 17. Jahrhundert, Girolamo Troppa zugeschrieben | in der Kathedrale St-Jean-et-St-Étienne (Schatzkammer) (Lage)      | PM25002919    | Classé         | 2025      |                |
| Prozessionskreuz                                                                          | Metall, versilbert und vergoldet, 19. Jahrhundert | in der Kathedrale St-Jean-et-St-Étienne (Lage)                     | PM25002926    | Inscrit        | 2020      |                |
| Reliquiar für den Gürtel Mariens                                                          | Holz, farbig gefasst, Anfang des 16. Jahrhunderts; im Musée des Beaux-Arts et d’Archéologie deponiert | in der Kathedrale St-Jean-et-St-Étienne (Lage)                     | PM25002927    | Inscrit        | 2020      |                |
| Reliquiar                                                                                 | Kupfer, vergoldet, 14. Jahrhundert | in der Kathedrale St-Jean-et-St-Étienne (Lage)                     | PM25002928    | Inscrit        | 2020      |                |
| Drei Kanontafeln                                                                          | Papier, bedruckt und bemalt, vergoldete Holzrahmen, 18. Jahrhundert | in der Kathedrale St-Jean-et-St-Étienne (Schatzkammer) (Lage)      | PM25002935    | Inscrit        | 2020      |                |
| Sockel                                                                                    | Holz, vergoldet, erste Hälfte des 19. Jahrhunderts | in der Kathedrale St-Jean-et-St-Étienne (Lage)                     | PM25002936    | Inscrit        | 2020      |                |
| Wasserkanne                                                                               | Messing, versilbert, erste Hälfte des 19. Jahrhundert | in der Kathedrale St-Jean-et-St-Étienne (Lage)                     | PM25002938    | Inscrit        | 2020      |                |
| Skulptur Heiliger Werner von Oberwesel                                                    | Holz, 18. Jahrhundert | in der Kathedrale St-Jean-et-St-Étienne (Schatzkammer) (Lage)      | PM25002941    | Inscrit        | 2020      |                |
| Adlerpult                                                                                 | Holz, farbig gefasst und vergoldet, 18. Jahrhundert | in der Kathedrale St-Jean-et-St-Étienne (Lage)                     | PM25002943    | Inscrit        | 2020      |                |
| Besatz einer Pluviale oder Kasel                                                          | auf Holz montiert; Stoff, bestickt, 15. Jahrhundert | in der Kathedrale St-Jean-et-St-Étienne (Schatzkammer) (Lage)      | PM25002946    | Inscrit        | 2020      |                |
| Skulptur Heiliger Sebastian                                                               | Holz, 15. oder 16. Jahrhundert | im Hôtel Boistouset (Lage)                                         | PM25002948    | Inscrit        | 2020      |                |
| Kelch Saint-Jean-et-Saint-Étienne                                                         | Silber, Edelsteine, Palisander, Elfenbein, 2016, Goldschmied Goudji (Guy Georges Amachoukeli) | im Hôtel Boistouset (Lage)                                         | PM25002949    | Inscrit        | 2020      |                |
| Reliquienmonstranz                                                                        | mit Etui und Echtsheitszertifikat; Silber, Glas, Ende des 19. Jahrhunderts | im Hôpital Saint-Jacques (Lage)                                    | PM25002956    | Inscrit        | 2021      |                |
| Vier Reliquiare                                                                           | Holz, vergoldet, 19. Jahrhundert | im Hôpital Saint-Jacques (Lage)                                    | PM25002957    | Inscrit        | 2021      |                |
| Zwei Reliquiare                                                                           | Holz, vergoldet, 18. Jahrhundert | im Hôpital Saint-Jacques (Lage)                                    | PM25002958    | Inscrit        | 2021      |                |
| Skulptur Madonna mit KInd                                                                 | Holz, farbig gefasst und vergoldet, 17. oder 18. Jahrhundert | im Hôpital Saint-Jacques (Lage)                                    | PM25002959    | Inscrit        | 2021      |                |
| Gemälde Christus am Kreuz                                                                 | Ölfarbe auf Leinwand, 18. Jahrhundert | im Hôpital Saint-Jacques (Lage)                                    | PM25002960    | Inscrit        | 2021      |                |
| Prozessionskreuz                                                                          | Holz, vergoldet, 18. Jahrhundert | im Hôpital Saint-Jacques (Lage)                                    | PM25002962    | Inscrit        | 2021      |                |
| Reliquienbild                                                                             | Klosterarbeit, Ebenholzrahmen, 19. Jahrhundert | im Hôpital Saint-Jacques (Lage)                                    | PM25002963    | Inscrit        | 2021      |                |
| Weißer Ornat                                                                              | Pluviale, zwei Dalmatiken, Kasel, zwei Stolen, Kelchvelum und Manipel; Seide, bestickt, 17. Jahrhundert | im Hôpital Saint-Jacques (Lage)                                    | PM25002964    | Inscrit        | 2021      |                |
| Weißer Ornat                                                                              | Zwei Pluviale und ein Kelchvelum; Seide, bestickt, 17. Jahrhundert | im Hôpital Saint-Jacques (Lage)                                    | PM25002965    | Inscrit        | 2021      |                |
| Violetter Ornat                                                                           | Kasel, Stola, Manipel, Kelchvelum und Bursa; Stoff, bestickt, zweites Viertel des 19. Jahrhunderts | im Hôpital Saint-Jacques (Lage)                                    | PM25002966    | Inscrit        | 2021      |                |
| Kelchvelum Petrus                                                                         | Seide, bestickt, Anfang des 18. Jahrhunderts; in der Kathedrale St-Jean-et-St-Étienne deponiert | in der Kirche St-François-Xavier (Lage)                            | PM25003043    | Classé         | 1975      |                |
| Altar der Kapelle der Rose de Saint-Jean                                                  | Altartisch, Altaraufbau, Retabel und Altarstufen; Kalkstein, Alabaster, Holz und Wachs, erste Hälfte des 19. Jahrhunderts (?) | in der Kathedrale St-Jean-et-St-Étienne (Lage)                     | PM25003068    | Classé         | 1875      |                |
| Altar der Kapelle Saint-Ferréol-et-Saint-Ferjeux                                          | Altartisch, Tabernakel, Altarstufen und Wandverkleidung; Kalkstein, Marmor, Holz, vergoldet, 18. Jahrhundert | in der Kathedrale St-Jean-et-St-Étienne (Lage)                     | PM25003096    | Classé         | 1875      |                |
| Altar der Kapelle Saint-Étienne                                                           | Altartisch, Altaraufbau, Tabernakel, Altarstufen und Wandverkleidung; Kalkstein, Marmor, Holz, vergoldet, 18. Jahrhundert | in der Kathedrale St-Jean-et-St-Étienne (Lage)                     | PM25003097    | Classé         | 1875      |                |
| Zwei Medaillons: Heiliger Ferreolus und heiliger Ferrutius                                | Lindenholz, vergoldet, datiert 1869 | in der Kathedrale St-Jean-et-St-Étienne (Lage)                     | PM25003098    | Classé         | 1875      |                |
| Zwei Medaillons mit Bischofsporträts                                                      | Lindenholz, vergoldet, drittes Viertel des 19. Jahrhunderts | in der Kathedrale St-Jean-et-St-Étienne (Lage)                     | PM25003099    | Classé         | 1875      |                |
| Skulptur Heiliger Ferreolus                                                               | Alabaster, zweites Viertel des 16. Jahrhunderts, Bildhauer Michel Scherrier | in der Kathedrale St-Jean-et-St-Étienne (Lage)                     | PM25003100    | Classé         | 1904      |                |
| Skulptur Heiliger Ferrutius                                                               | Alabaster, zweites Viertel des 16. Jahrhunderts, Bildhauer Michel Scherrier | in der Kathedrale St-Jean-et-St-Étienne (Lage)                     | PM25003101    | Classé         | 1904      |                |
| Dekor der Abside du Saint-Suaire                                                          | Mamrmor, Kalkstein, farbig gefasst, Holz und Gips, farbig gefasst und vergoldet, erste Hälfte des 18. Jahrhunderts, Entwurf Germain Boffrand, Bildhauer Julien Chambert                                                             | in der Kathedrale St-Jean-et-St-Étienne (Lage)                     | PM25003102    | Classé         | 1875      | weitere Bilder |
| Zwei Skulpturen von Heiligen                                                              | eine aus dem 15. Jahrhundert | in der Kathedrale St-Jean-et-St-Étienne (Lage)                     | PM25003141    | Inscrit        | 2022      |                |
| Zwei Petroleumlampen                                                                      | Anfang des 20. Jahrhunderts elektrifiziert | im Observatorium (Lage)                                            | PM25003612    | Inscrit        | 2022      |                |
| Zwei Trittleitern                                                                         | Holz | im Observatorium (Lage)                                            | PM25003613    | Inscrit        | 2022      |                |
| Gemälde Abzeichen der Société Nautique de Besançon                                        | Ölfarbe auf Leinwand, Anfang des 19. Jahrhunderts | im Vereinsheim der Société Nautique de Besançon (Lage)             | PM25003617    | Inscrit        | 2023      |                |
| 98 Abgüsse                                                                                | zwischen 1927 und 1929 erstellte Abgüsse von Skulpturen, Inschriften und Architekturelementen; Ensemble aus PM25003619 bis PM25003709                                                                                               | im Grand Séminaire (Centre diocésain) (Lage)                       | PM25003618    | Inscrit        | 2024      |                |